# Supernatural (série télévisée)
Pour les articles homonymes, voir Supernatural.
Production
Diffusion
Chronologie
The Winchesters
Supernatural, ou Surnaturel au Canada, est une série télévisée de fantasy d'horreur américaine en 327 épisodes d'environ 42 minutes, créée par Eric Kripke et produite par McG, un des producteurs exécutifs. La série, tournée principalement à Vancouver, est diffusée simultanément du 13 septembre 2005 au 19 novembre 2020 sur The WB, devenue The CW en septembre 2006, aux États-Unis et au Canada sur Citytv, CHCH-DT, CHEK-DT, M3 et Space / CTV Sci-Fi Channel.
Au Canada, la série est diffusée depuis le 23 août 2006 sur Ztélé/Z, en Belgique depuis le 13 octobre 2006 sur Plug TV / Plug RTL, en Suisse sur RTS Un, et en France, depuis le 4 décembre 2006 sur TF6 puis sur Série Club (à partir de la neuvième saison) depuis le 2 janvier 2015 et depuis le 24 mars 2007 sur M6.
Supernatural connait deux séries dérivées (spin-offs) : Supernatural: The Animation (2011) et The Winchesters (2022-2023). La première est une série d'animation japonaise alors que la seconde est une préquelle en prises de vues réelles.

## Synopsis
Deux frères, Sam et Dean Winchester sont chasseurs de créatures surnaturelles. Ils sillonnent les États-Unis à bord d'une Chevrolet Impala noire de 1967 pour enquêter sur des phénomènes paranormaux (souvent issus du folklore, des superstitions, mythes et légendes urbaines américaines, mais aussi des monstres surnaturels tels que les fantômes, loups-garous, démons, vampires…).
Ils espèrent par la même occasion mettre la main sur le démon responsable de la mort de leur mère, 22 ans plus tôt, qu'ils appellent "le démon aux yeux jaunes".

## Distribution

### Acteurs principaux
- Jared Padalecki (VF : Damien Boisseau) : Sam Winchester
- Jensen Ackles (VF : Fabrice Josso) : Dean Winchester
- Misha Collins (VF : Guillaume Orsat) : Castiel (récurrent saisons 4 et 8, invité saison 7, principal saisons 5, 6 et 9 à 15)
- Jim Beaver (VF : Jacques Bouanich) : Bobby Singer (invité saisons 1, 8, 9, 10, 11, 12 et 15, récurrent saisons 2, 3, 13 et 14, principal saisons 4 à 7)
- Lauren Cohan (VF : Sybille Tureau) : Bela Talbot (principale saison 3)
- Katie Cassidy (VF : Chloé Berthier) : Ruby (principale saison 3)
- Genevieve Cortese (VF : Marie-Eugénie Maréchal) : Ruby (principale saison 4, invitée saisons 6 et 15)
- Mark Sheppard (VF : Fabien Jacquelin) : Crowley (récurrent saisons 5 à 9, principal saisons 10 à 12)
- Mark Pellegrino (VF : Nicolas Lormeau) : Lucifer / Nick (récurrent saisons 5, 7 et 11, principal saisons 12, 13 et 14, invité saisons 6 et 15)
- Alexander Calvert (VF : Christophe Lemoine) : Jack Kline / Nephilim (invité saison 12, principal saisons 13 à 15)

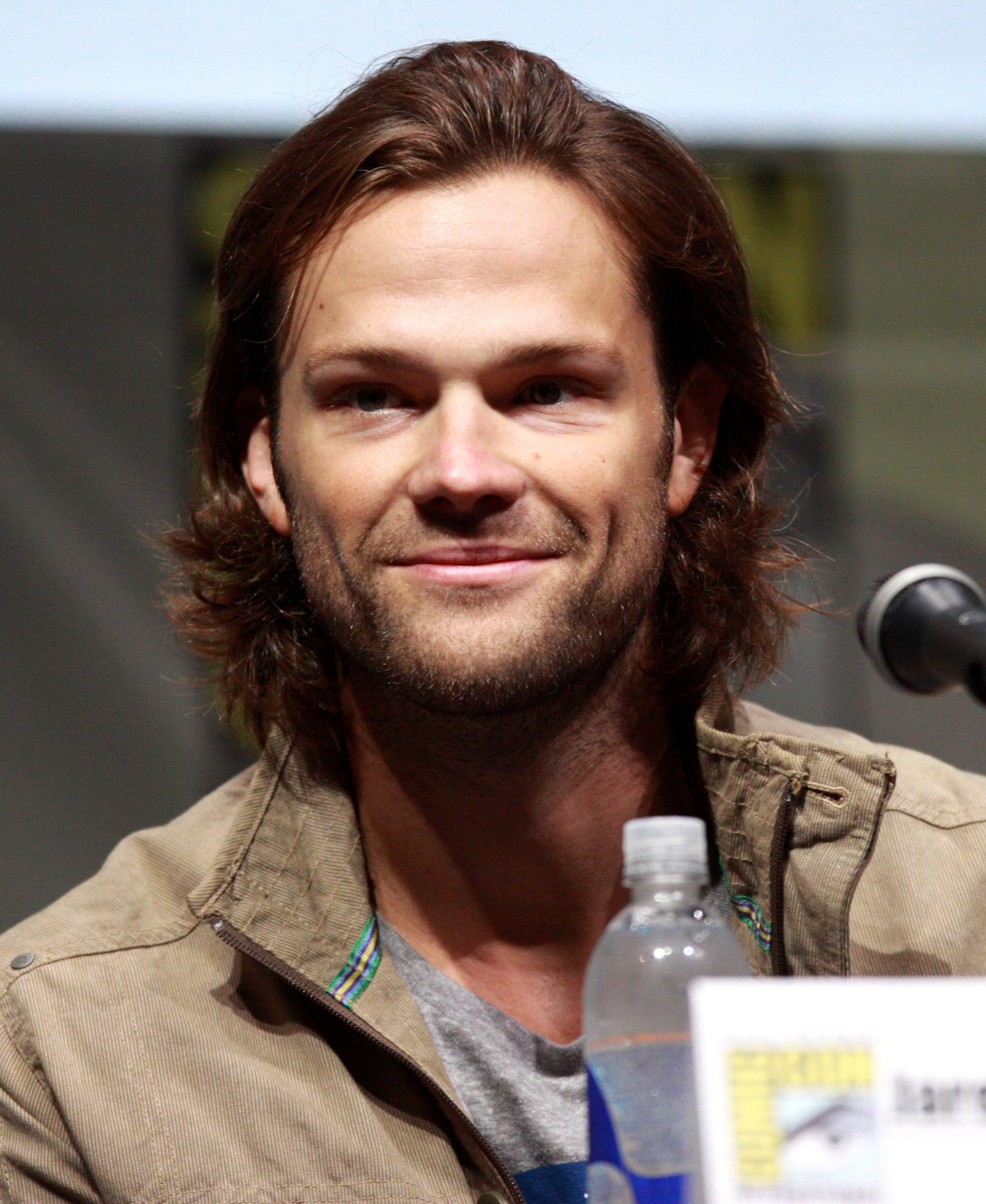
Jared Padalecki interprète Sam Winchester.
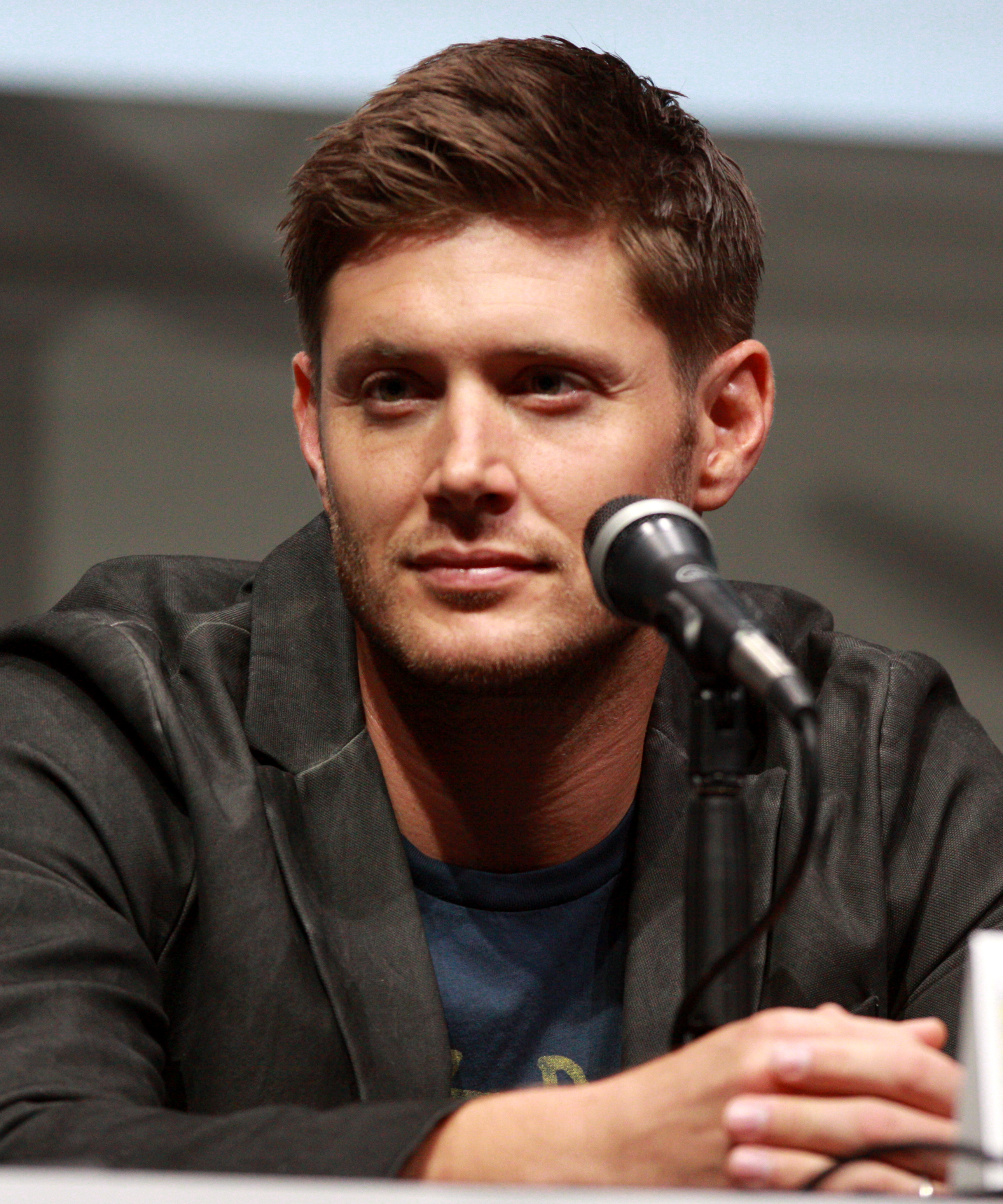
Jensen Ackles interprète Dean Winchester.
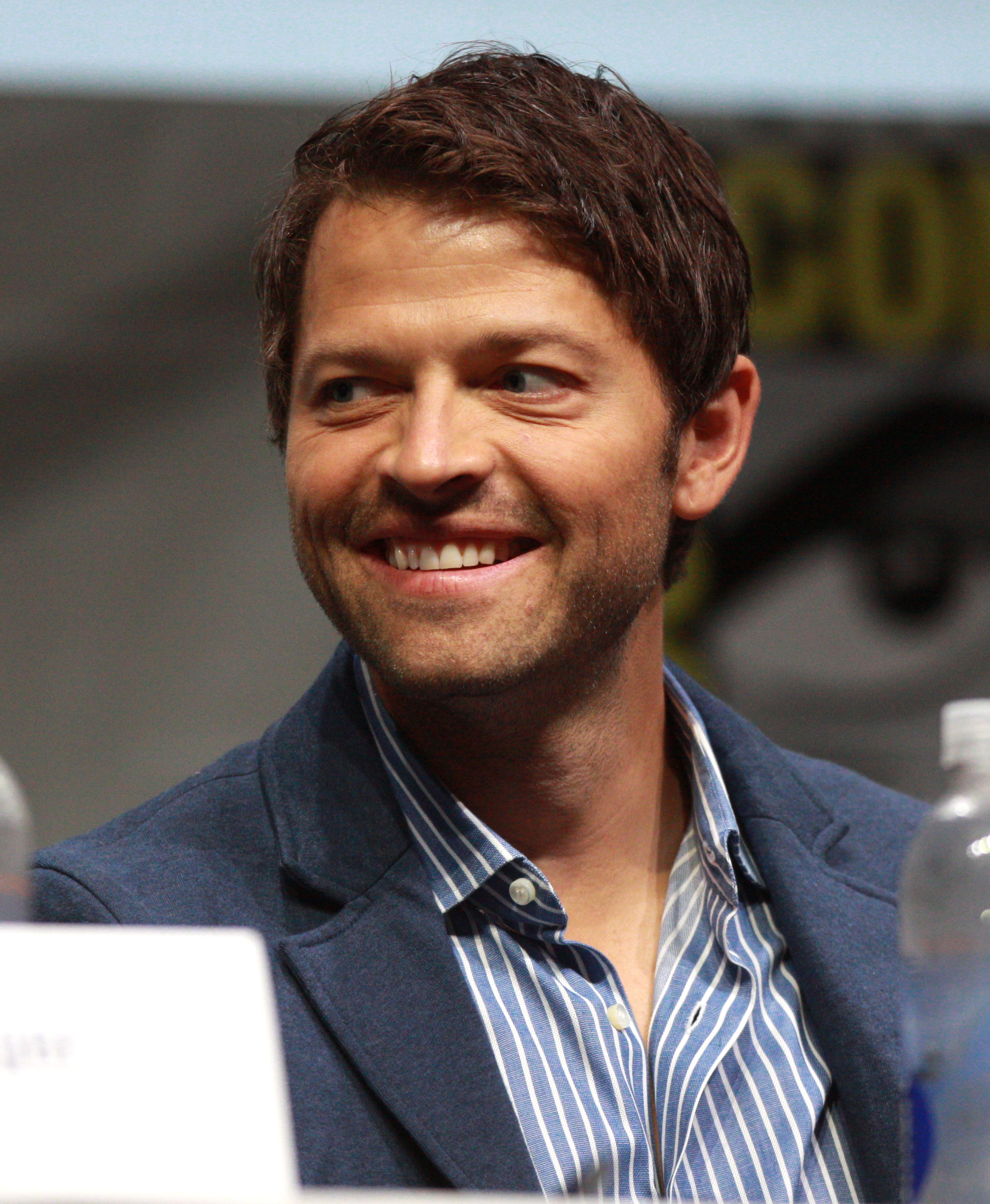
Misha Collins interprète Castiel.
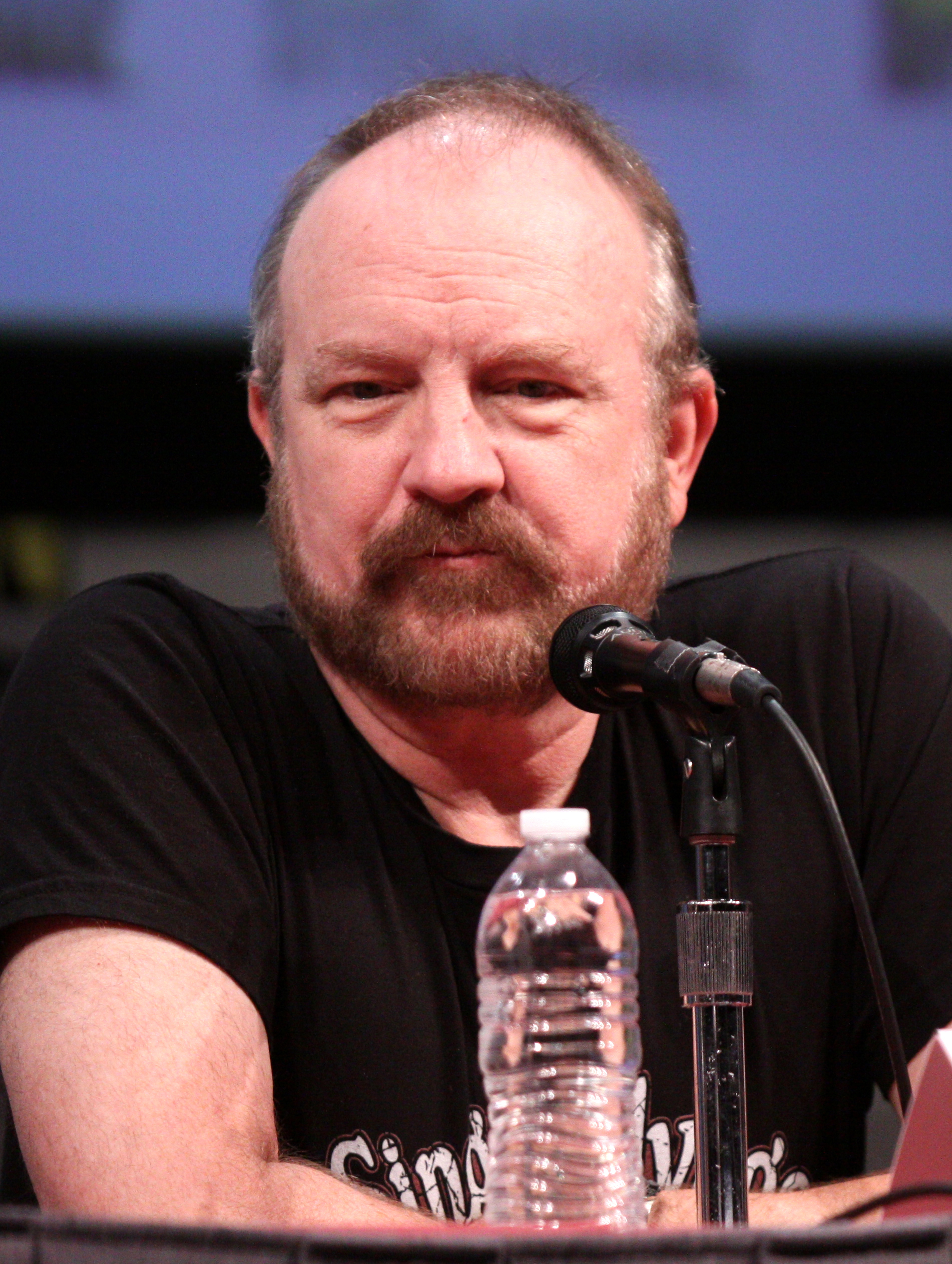
Jim Beaver interprète Bobby Singer.
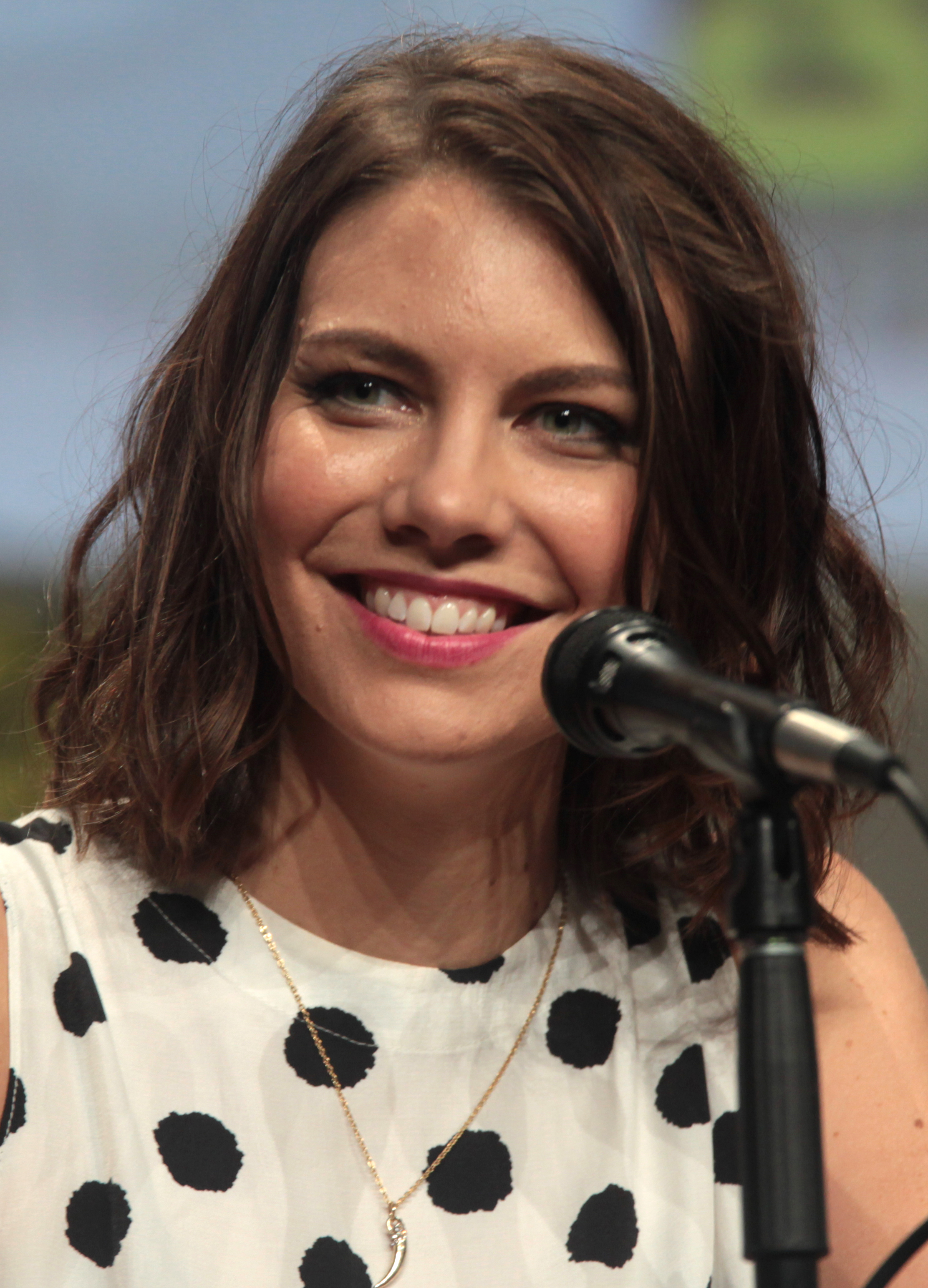
Lauren Cohan interprète Bela Talbot.
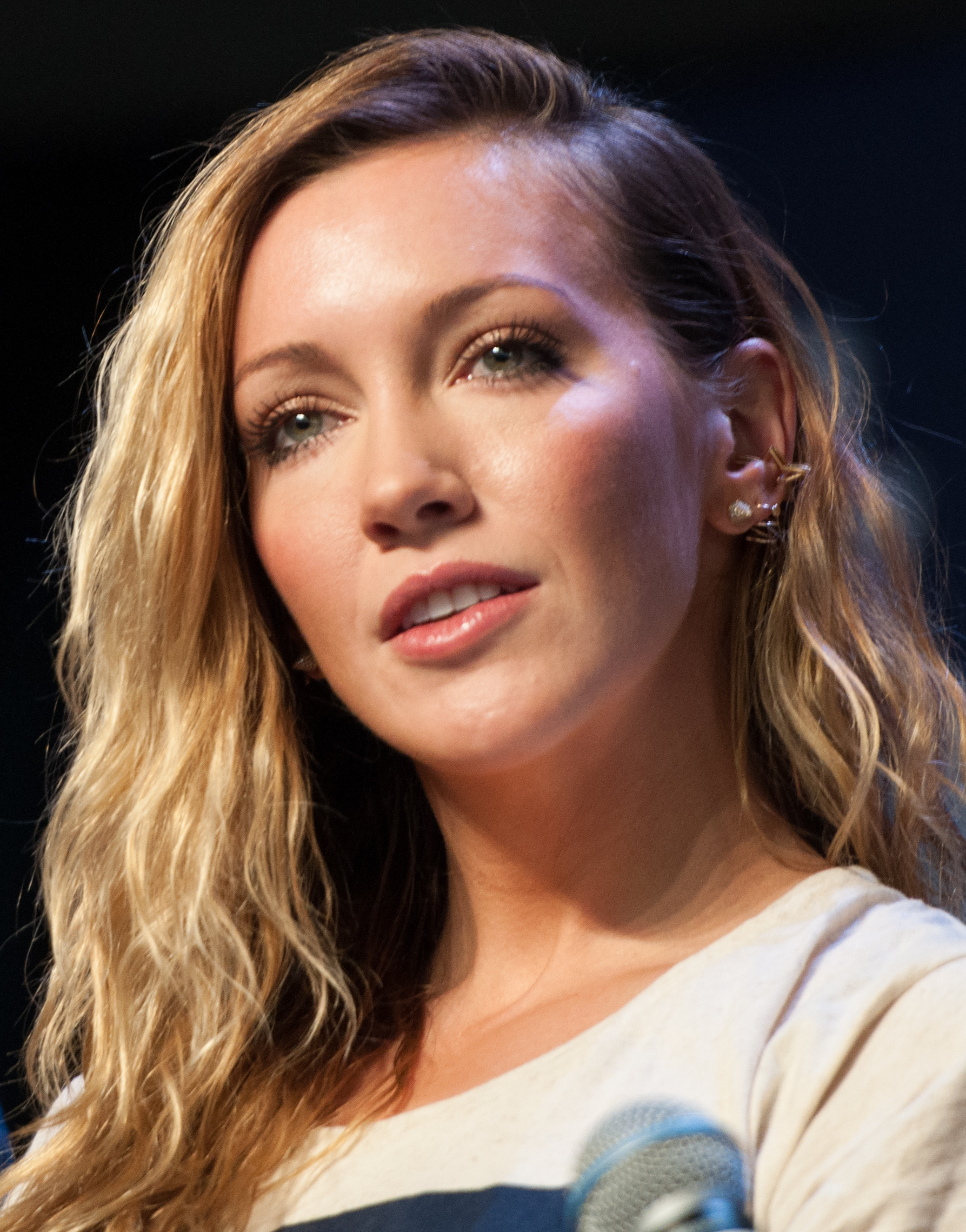
Katie Cassidy interprète Ruby.
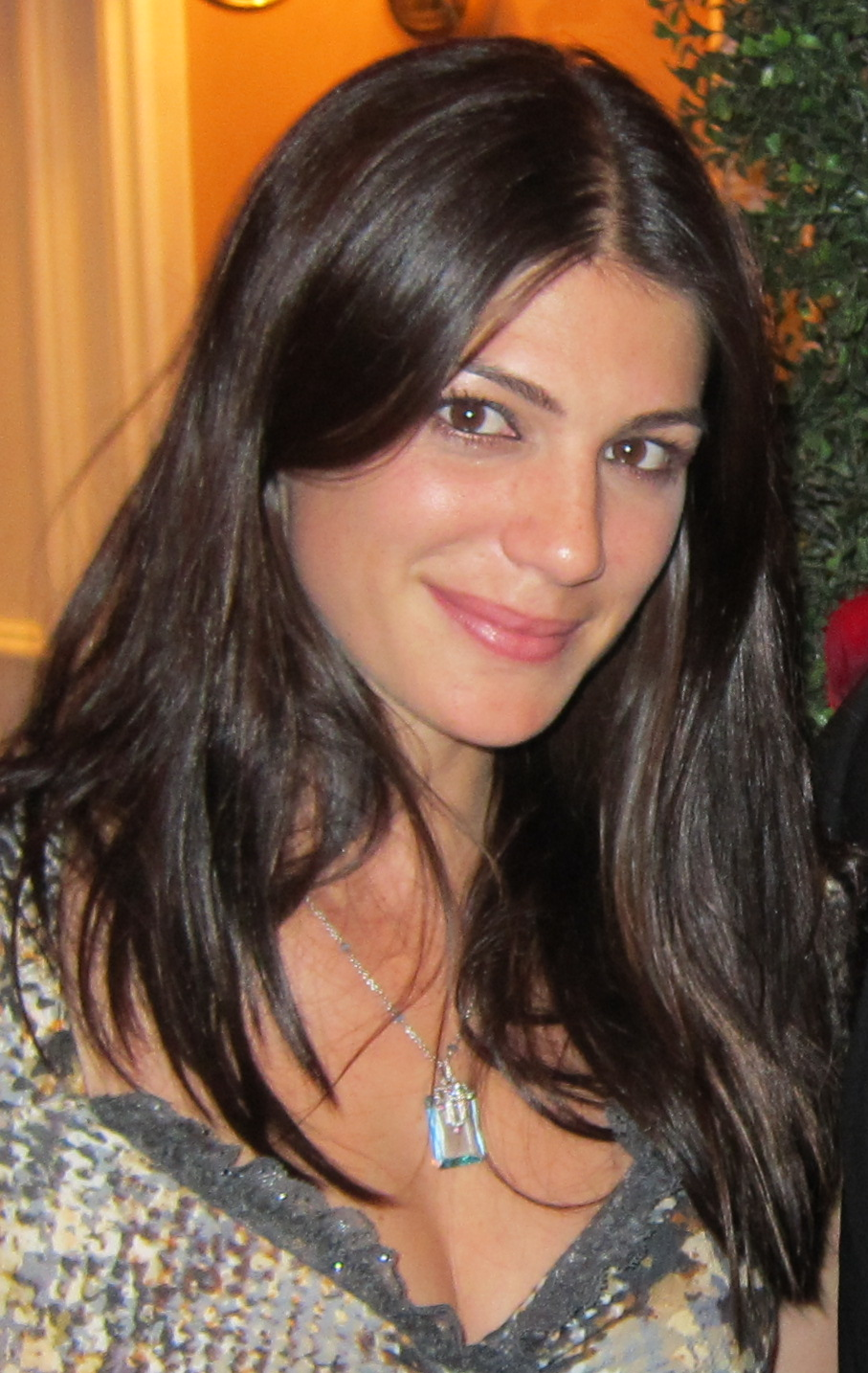
Genevieve Cortese interprète Ruby.
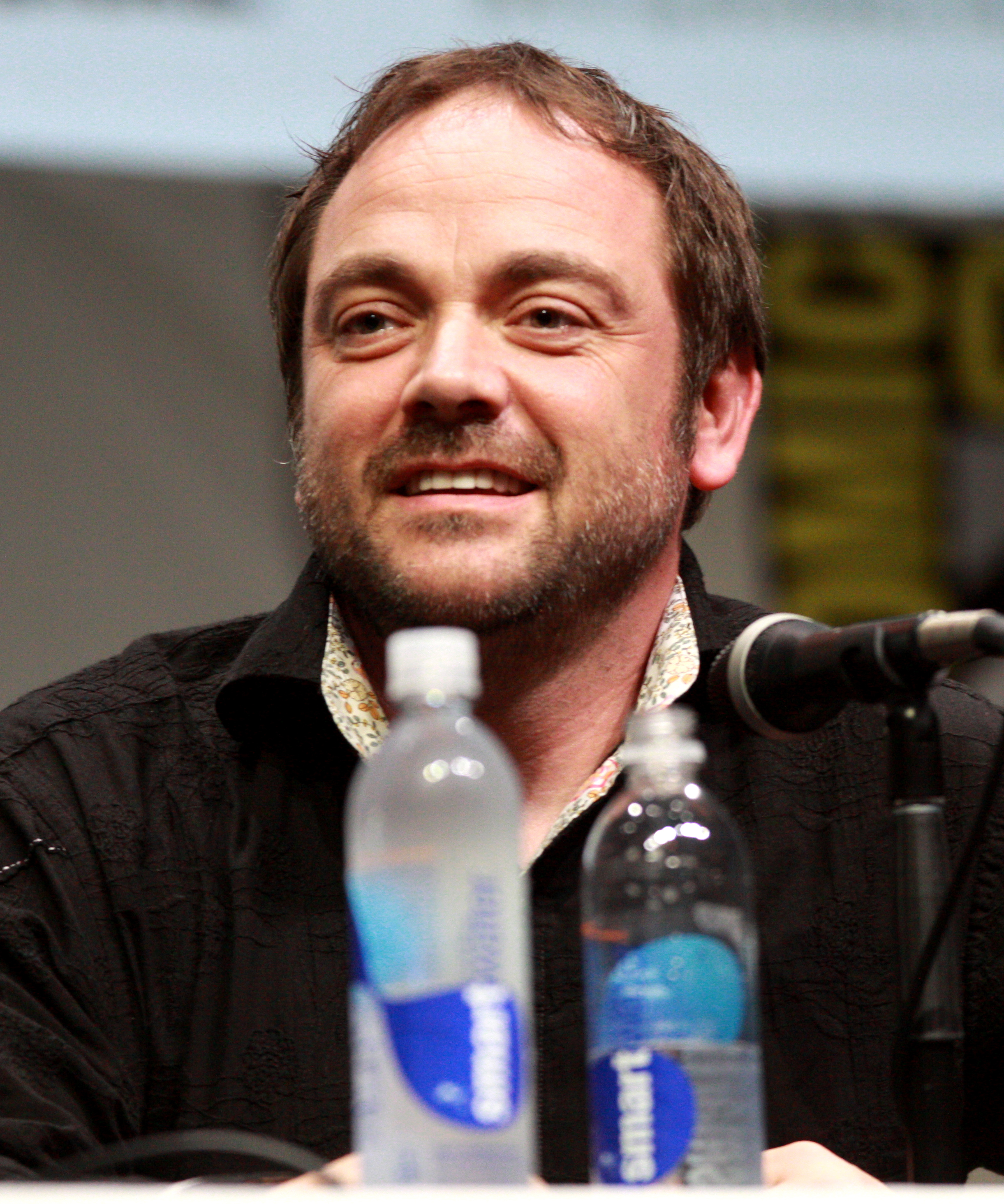
Mark Sheppard interprète Crowley.
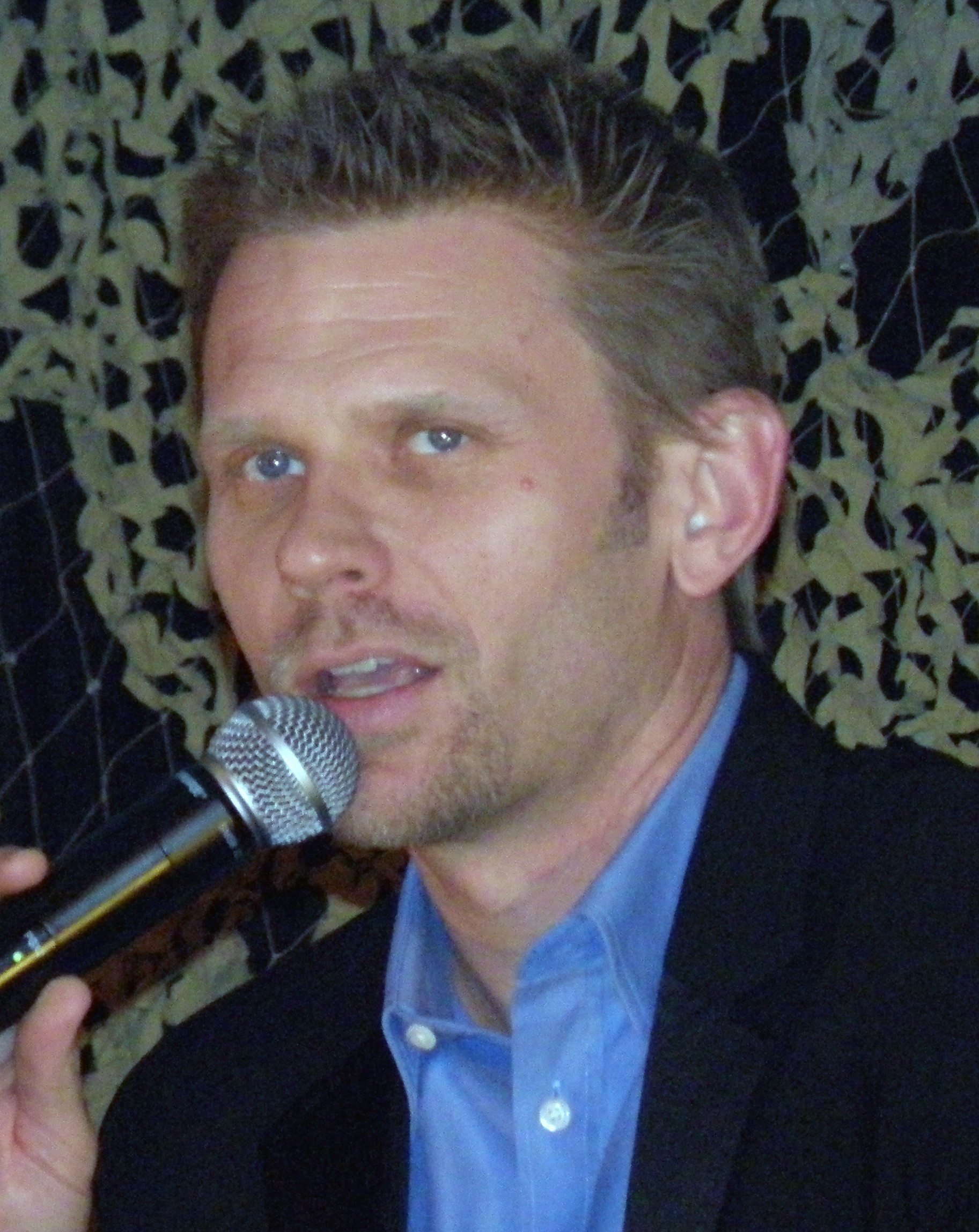
Mark Pellegrino interprète Lucifer / Nick.
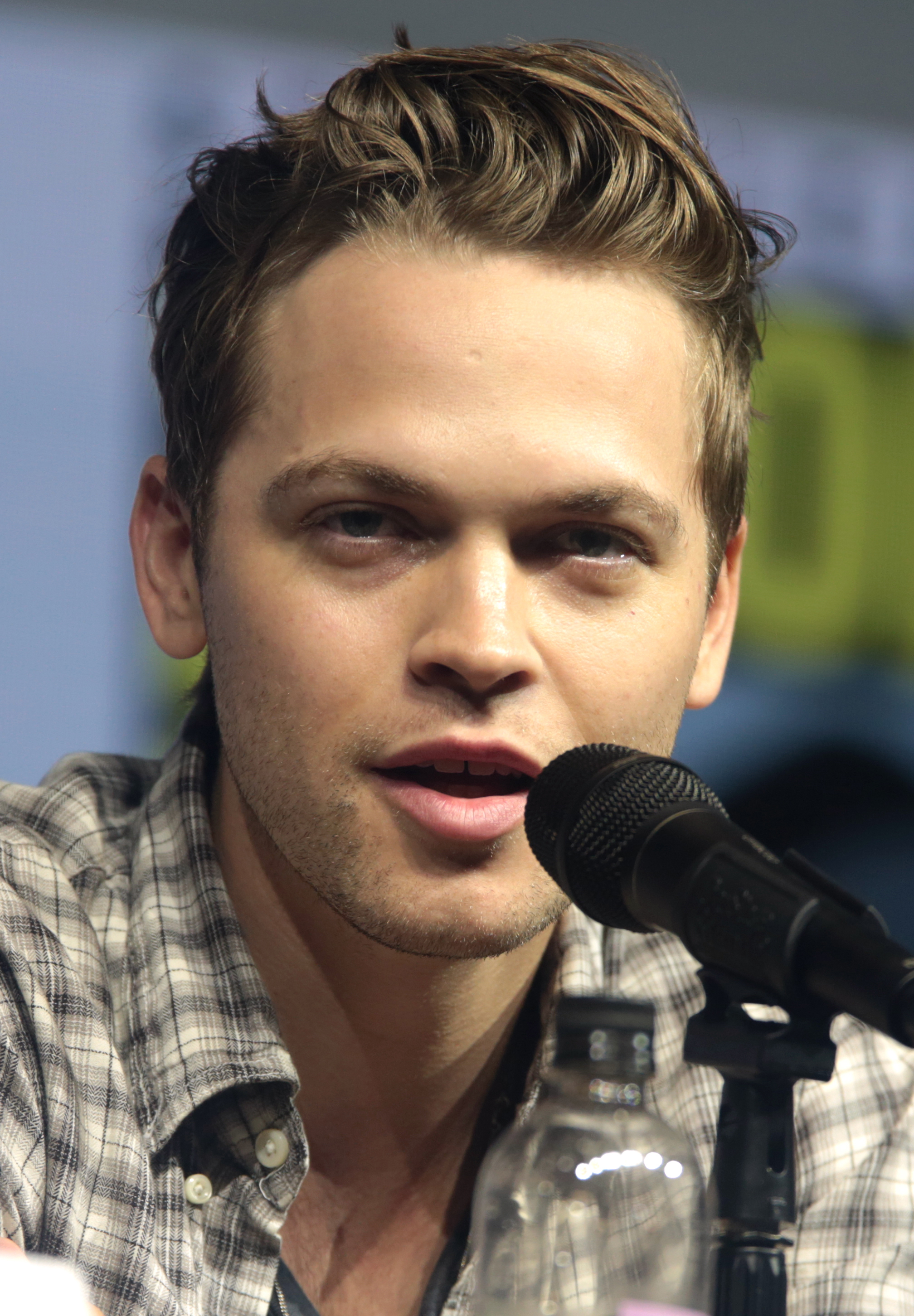
Alexander Calvert interprète Jack.

### Acteurs récurrents
- Version française
  - Société de doublage : S.O.F.I. (saisons 1 à 4) / Dubbing Brothers (saisons 4 à 15)
  - Direction artistique : Blanche Ravalec (saisons 1 à 3) / Bernard Tiphaine (saisons 4 à 13) / Damien Boisseau (saisons 14 et 15)
  - Adaptation des dialogues : Gérard Salva, Patricia Llense, Marie Roberts, David Yvan, Christophe Sagniez, François Dubuc, Sandra Devonssay-Leroux, Laurent Labagnère, Rodolph Freytt et Olivier Lips

 Source et légende : version française (VF) sur RS Doublage et Doublage Séries Database, et les cartons de doublages à la fin des épisodes.

## Production

### Développement
Supernatural est annoncée comme une série en cinq saisons, mais, contrairement à ce qui était prévu, The CW confirme officiellement le renouvellement de la série pour une sixième saison. Cependant, le fil conducteur va évoluer puisque l'histoire originelle prend fin durant la cinquième saison .
Pour cette sixième saison, Eric Kripke, le créateur de la série, reste de la partie. Selon Ausiello qui a divulgué l'information en exclusivité, Eric Kripke reste en production mais abandonne sa position de Show runner qu'il partageait avec Robert Singer. C'est Sera Gamble, présente depuis le début, qui dirige alors la production de la série. Cela permet à Kripke de développer de nouveaux projets .
Le 26 avril 2011, la série est renouvelée pour une septième saison de vingt-trois épisodes ; le 3 mai 2012 pour une huitième saison ; en août 2012, les deux acteurs principaux révèlent avoir signé un contrat les impliquant dans deux saisons supplémentaires, soit pour une potentielle neuvième et dixième saison.
Le scénariste Jeremy Carver remplace Sera Gamble en co-showrunner de la série à partir de la huitième saison, après avoir quitté la série à la fin de la saison 5.
Le 11 février 2013, la série est renouvelée pour une neuvième saison ; le 13 février 2014 pour une dixième saison.
Le 11 janvier 2015, la série est renouvelée pour une onzième saison, dont la diffusion est prévue pour l'automne 2015.
Le directeur de la CW a déclaré vouloir garder la plus vieille série actuellement diffusée sur sa chaîne et qu'il était optimiste sur l'avenir du programme.
Le 11 mars 2016, la série est renouvelée pour une saison douze. Elle doit être composée de 22 épisodes au total. Finalement 23 épisodes sont produits et diffusés.
Le 8 janvier 2017, la série est renouvelée pour une treizième saison.
Le 2 avril 2018, la chaîne annonce officiellement le renouvellement de la série pour une quatorzième saison. Contrairement aux saisons précédentes, celle-ci ne contient que 20 épisodes.
Le 31 janvier 2019, la série est renouvelée pour une quinzième saison.
Le 22 mars 2019, les acteurs annoncent publiquement par l'intermédiaire d'une vidéo sur le net que la série s'arrêtera avec la saison 15 qui sera composée de vingt épisodes.

### Casting

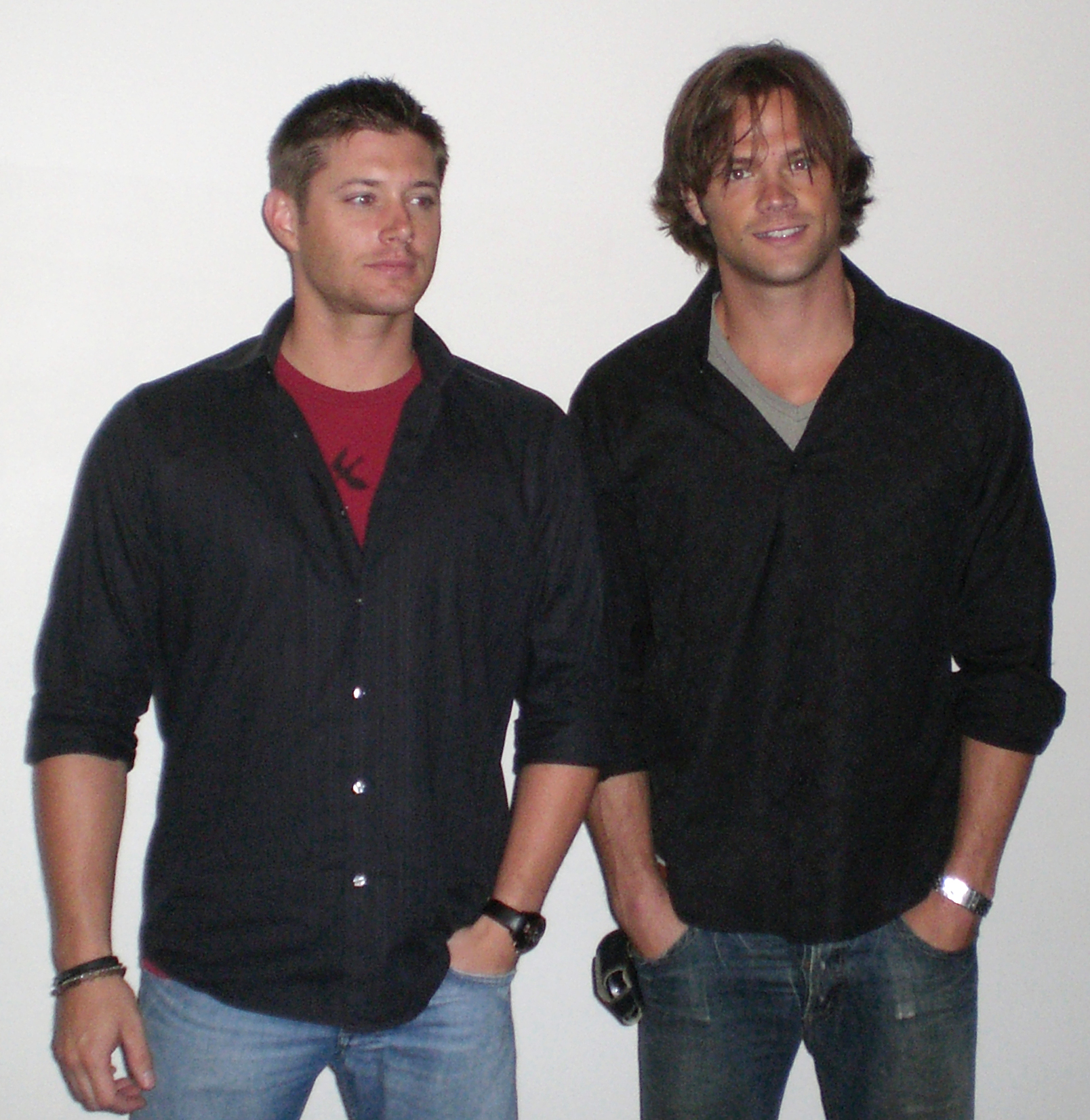
Jensen Ackles et Jared Padalecki, les deux acteurs principaux de la série.

### Tournage
La plus grosse partie du tournage de la série s'effectue à New Westminster, à Vancouver, à Burnaby—New Westminster, et à Richmond, en Colombie-Britannique, au Canada. Pour les scènes localisées, elles sont filmées près du lac Buntzen, l'Hôpital de Burnaby.
Après le renouvellement de la série pour une septième saison, le tournage débute le 6 juillet 2011, et le premier épisode tourné est le troisième de la saison (réalisé par Jensen Ackles).

### Musique
L'univers musical de la série est résolument tourné vers le rock, dont le créateur Eric Kripke est fan. La musique est très présente dans la série, aussi bien de manière diégétique qu'extradiégétique. Si AC/DC est le groupe récurrent de la série, on peut aussi entendre The Doors, Led Zeppelin, The Rolling Stones ou encore Scorpions. La musique est liée à l'histoire et a un rôle dans l'épisode. D'abord, elle constitue avec l'Impala un repère, alors que la série n'a pas de localisation fixe, les frères Winchester ne cessant de parcourir les États-Unis. À l'image de la voiture, la musique est souvent anachronique, déconnectant la situation du reste du monde. Elle permet aussi de différencier les deux frères : Sam, qui vit davantage avec son temps, est caractérisé par une musique plus contemporaine que Dean, qui reste attaché à ses valeurs morales et donc aux classiques des années 1970 et 1980. La musique est également présente dans l'intrigue : Dean est un connaisseur de musique rock et les faux noms utilisés par les Winchester sont souvent tirés des membres des groupes préférés de Dean. D'ailleurs, il nommera une espèce de monstres inconnue les Jefferson Starship, en hommage au groupe.
De nombreux épisodes de la série sont intitulés d'après des classiques rock. La chanson Carry On Wayward Son de Kansas a une importance particulière dans la série puisqu'elle ouvre le dernier épisode de chaque saison, à l'exception de la première saison où elle apparaît dans l'avant-dernier épisode. Le heavy metal et le rock permettent de faire ressentir au téléspectateur la violence ou la peur, mais les classiques rock apportent davantage d'émotions. En plus de l'utilisation de chansons déjà existantes, la série compte deux compositeurs à plein temps : Christopher Lennertz et Jay Gruska, qui font en sorte que la musique s'accorde à l'histoire. Leur musique est davantage traditionnelle et sert à faire passer les émotions à l'écran.

### Fiche technique

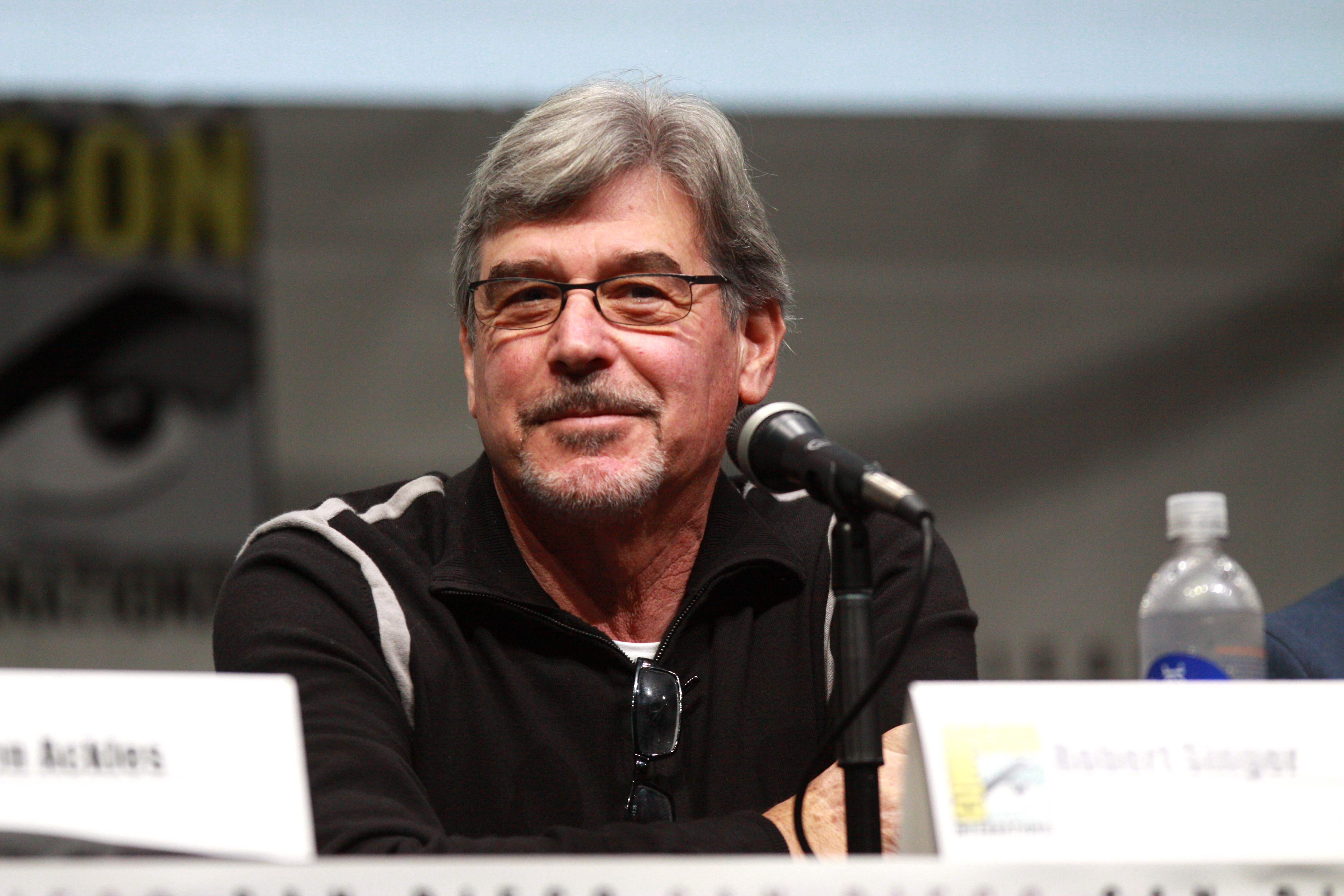
Robert Singer, co-showrunner depuis le début de la série.

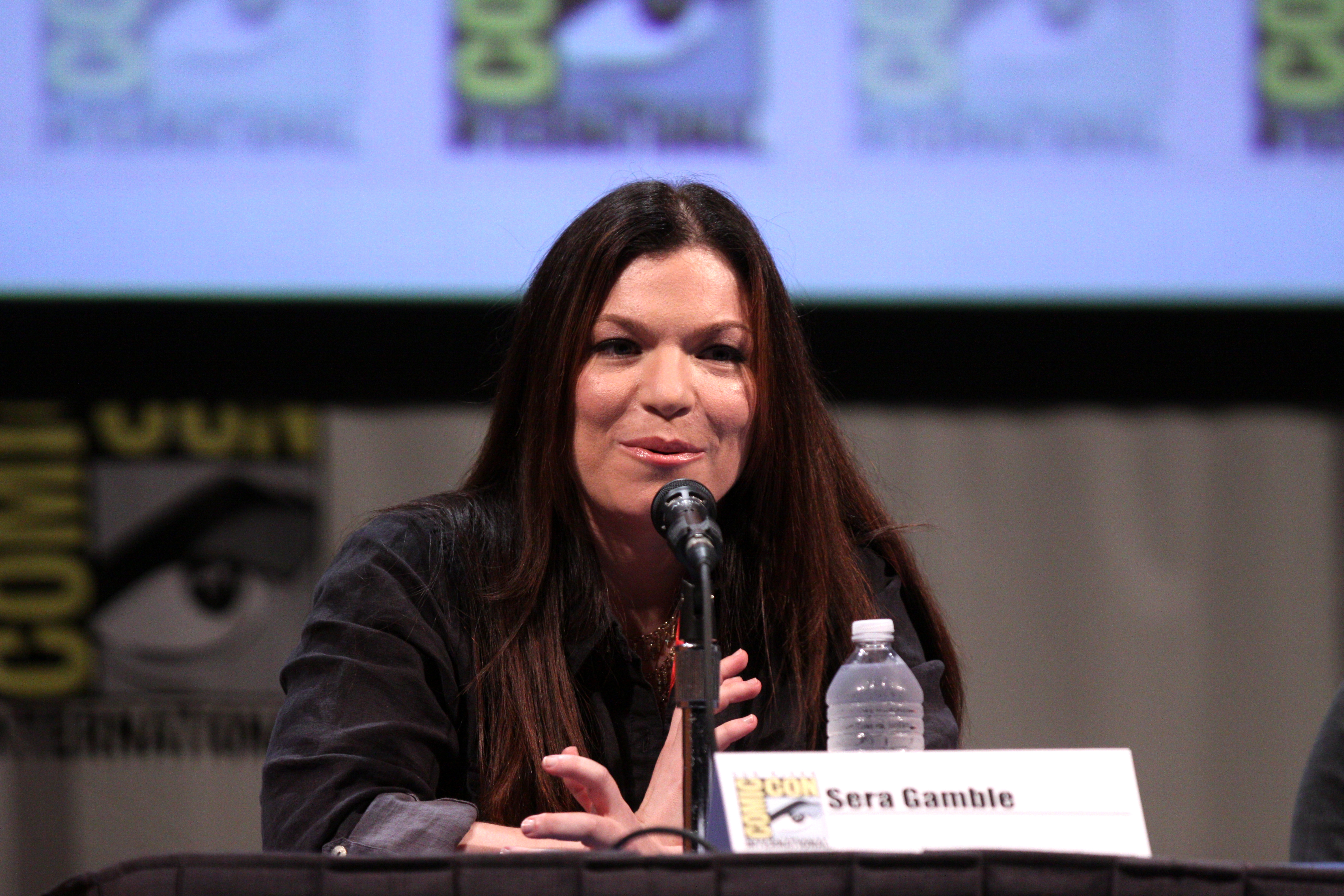
Sera Gamble, co-showrunner des saisons 6 et 7.

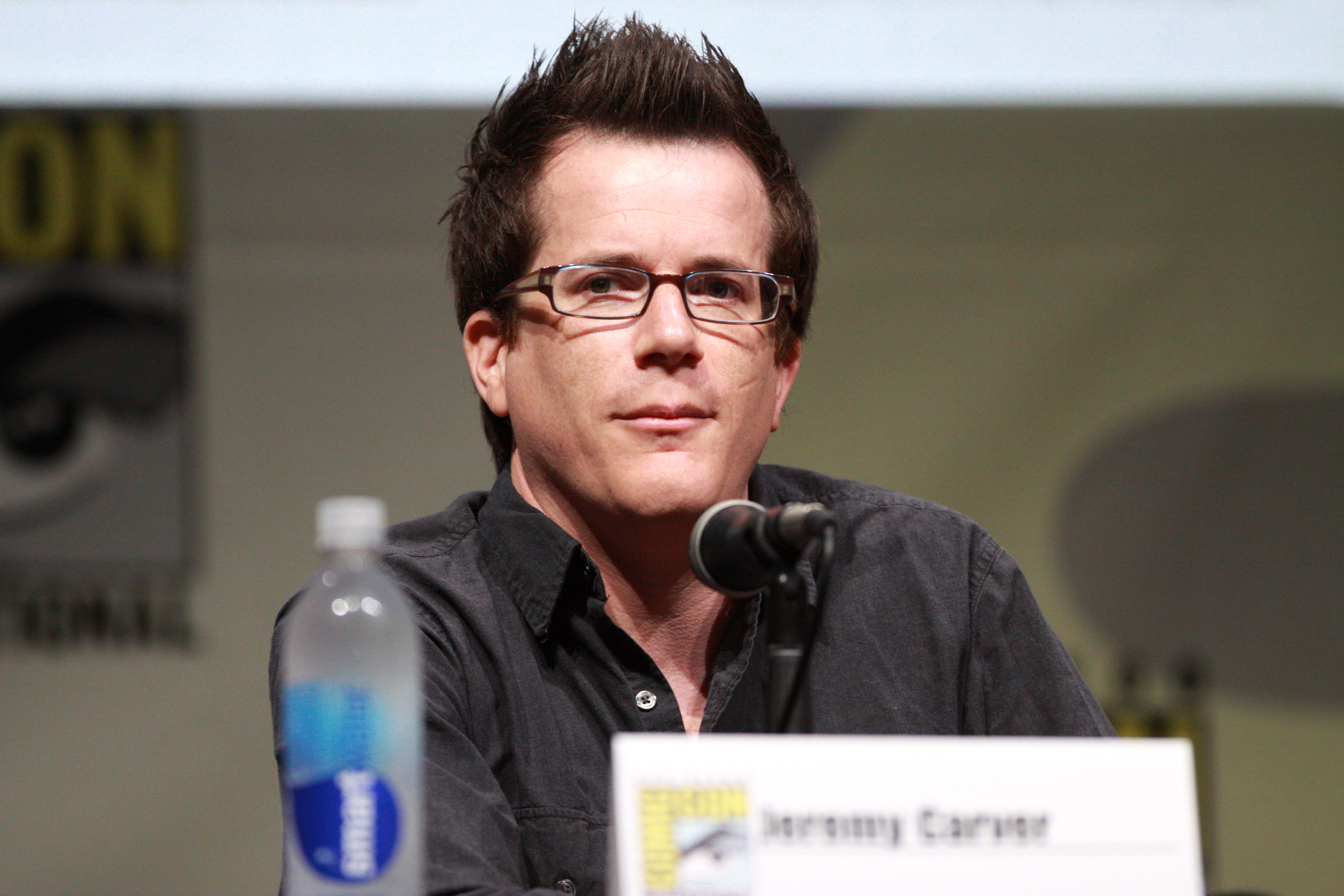
Jeremy Carver, co-showrunner des saisons 8 et 9.

- Titre original et français : Supernatural
- Titre québécois : Surnaturel
- Création : Eric Kripke
- Réalisation : Robert Singer, Philip Sgriccia, John F. Showalter, Kim Manners, Thomas J. Wright, Charles Beeson, Guy Norman Bee et Mike Rohl...
- Scénario : Eric Kripke, Andrew Dabb, Robert Berens, Jenny Klein, Sera Gamble, Brad Buckner, Eugenie Ross-Leming, Ben Edlund, Jeremy Carver, Daniel Loflin, Robbie Thompson, Davy Perez et Adam Glass...
- Direction artistique : John Marcynuk, Dan Hermansen, Robert Leader et Don Macaulay
- Décors : George Neuman
- Costumes : Diane Widas, Patricia Hargreaves et Kerry Weinrauch
- Photographie : Serge Ladouceur et Bradley S. Creasser
- Montage : Nicole Baer, Don Koch, James Pickel, Tom McQuade, Anthony Pinker, John Fitzpatrick, David Ekstrom et Paul Karasick
- Musique : Christopher Lennertz et Jay Gruska
- Casting : Eric Dawson, Carol Kritzer, Robert J. Ulrich, Heike Brandstatter, Coreen Mayrs et Alex Newman
- Production : Eric Kripke, McG, Robert Singer, Philip Sgriccia, Andrew Dabb, Ben Edlund, Brad Buckner, Sera Gamble, Jeremy Carver, Kim Manners et John Shiban...
- Société de production : Warner Bros Television
- Sociétés de distribution (télévision) : The WB (saison 1), The CW (saisons 2 à 15)
- Pays d'origine :  États-Unis
- Langue originale : anglais
- Format : couleur - 1,78:1 - son Dolby Digital
- Genre : fantastique, horreur, mystère, suspense et thriller
- Durée d'un épisode : 42 minutes
- Restriction du public :
  - En France : déconseillé aux moins de dix ou douze ans (certains épisodes sont déconseillés aux moins de seize ans)
  - Aux États-Unis : TV-14 (déconseillé aux moins de quatorze ans)

## Épisodes
L'intrigue de la série a évolué au cours des différentes saisons.

### Première saison (2005-2006)
Thème : La Chasse Vengeresse
Arc narratif : Cette saison nous plonge dans l'univers surnaturel des frères Winchester, qui refont équipe après plusieurs années, pour retrouver leur père. Après la mort de Mary, leur mère, John Winchester devient chasseur pour retrouver le démon qui l'a tuée et ainsi venger sa mort. Il entraîne avec lui ses deux fils, Dean et Sam, qui seront élevés comme des soldats et grandiront dans cet univers. La saison commence vingt-deux ans après la mort de leur mère ; John disparaît et Dean décide d'aller retrouver Sam qui se trouve à l'université Stanford pour l'aider à rechercher leur père. Tout au long de la saison, ils sont à sa recherche en combattant des esprits, des polymorphes et d'autres monstres.
Mis à part la recherche de leur père, l'histoire et la mise en scène présentent chaque épisode comme un nouveau film d'horreur.
Fin de Saison : Dean et Sam réussissent à retrouver et libérer leur père, mais les retrouvailles sont de courte durée lorsqu'ils découvrent que John est en fait possédé par le démon aux yeux jaunes, que la famille recherche depuis 22 ans. Ce dernier maîtrise les frères Winchester, avoue dans un premier temps que Sam fait partie des projets qu'il a prévus pour lui et se venge sur Dean, le chasseur ayant exorcisé sa fille Meg et tué son fils Tom, tous deux des démons. Cependant, sous la torture que le démon inflige à Dean, John réussit à reprendre le contrôle de son corps et demande à Sam de le tuer avec le Colt, une arme capable de tuer la plupart des monstres. Mais ce dernier, n'ayant pas le courage de tuer son propre père le blesse, faisant fuir le démon. Finalement sur la route du chemin menant à l’hôpital, l'Impala se fait heurter à pleine vitesse par un camion. Le conducteur sortant de son poids lourd révèle qu'il est possédé par un démon et découvre les trois Winchester inconscients, couverts de sang, et peut être morts.
Antagoniste : Meg, Azazel

### Deuxième saison (2006-2007)
Thème : Les Enfants Spéciaux
Arc narratif : Cette saison est principalement centrée autour de Sam, les pouvoirs démoniaques qu'il développe et les plans que le démon aux yeux jaunes (Azazel) a prévu pour lui. Elle montre également les difficultés de Dean à accepter que son père se soit sacrifié pour le sauver après avoir été percuté de plein fouet par un semi-remorque et met en avant une future guerre contre les démons et les forces démoniaques.
Fin de Saison : Sam se trouve confronté au projet de Azazel, qui l'enlève et cherche à engager un combat à mort avec tous ces enfants spéciaux possédant des pouvoirs surnaturels. Avec l'aide de Bobby, Dean découvre où se trouve Sam, mais une fois arrivé à lui, Sam se fait poignarder dans le dos par le dernier survivant Jake, qui voulait se libérer du démon. Désespéré, Dean, refusant d’accepter la mort de son frère, conclut un pacte avec un démon pour le ramener à la vie. Avec l'aide d'une amie de la famille, Ellen, les 4 chasseurs découvrent ce que le démon a prévu pour Jake, et cherchent à les arrêter. Arrivé sur place, Jake utilise ses pouvoirs pour contrecarrer les chasseurs et utilise le Colt comme clé pour ouvrir une crypte. Ce caveau se trouve être une porte de l'enfer et son ouverture a permis de libérer une armée de démons ainsi que John, ce dernier ayant conclu un pacte avec le démon pour sauver la vie de Dean, en début de saison. Après un bref combat entre le démon et les frères Winchester, l'esprit de John donne le temps à Dean de reprendre le Colt et de tuer le démon pour enfin obtenir vengeance. Sam découvre finalement que son grand frère a conclu un pacte pour le ressusciter, les deux frères se préparent ainsi pour la guerre à venir.
Antagoniste : Azazel
Antagoniste secondaire : Gordon, les enfants spéciaux

### Troisième saison (2007-2008)
Thème : Le Pacte
Arc narratif : Les deux frères cherchent désespérément un moyen de libérer Dean du pacte qu'il a passé avec un démon. Ce pacte, fait dans le but de ramener Sam à la vie, ne lui laisse qu'un an à vivre avant qu'il ne soit envoyé en Enfer. La guerre contre les démons échappés de l'enfer est ouverte et un nouveau chef, du nom de Lilith, fait son apparition.
Fin de Saison : Le pacte de Dean arrive à son terme, Ce dernier finit par apprendre que Lilith détient son contrat et où elle se cache. Dean vole le couteau de Ruby, capable de tuer les démons, prévoyant de tuer Lilith pour rompre le contrat. Cependant, les frères Winchester et Bobby découvrent la présence de plusieurs démons à proximité de la maison où se trouve Lilith. Après avoir été repérés, Dean et Sam ainsi que Ruby, qui s'est mystérieusement libérée, les obligent à se retrancher dans la maison. Bobby, de son côté, s'est assuré que les démons ne rentrent pas. Mais au moment de tuer Lilith, Dean découvre que la petite fille n'est plus possédée. Une fois minuit sonné, les chiens de l'enfer pourchassent le condamné, isolant les frères Winchester et Ruby dans la cuisine, mais après avoir exigé son couteau à Sam, Dean a la surprise de comprendre que le démon avec eux n'a jamais été Ruby mais Lilith. Celle-ci explique qu'en effet elle a envoyé Ruby en enfer et qu'elle a pris sa place. Lilith brise les protections et laisse les chiens de l'enfer dévorer Dean et tente de tuer Sam. Contre toute attente, les pouvoirs du démon n'ont aucun effet sur le jeune Winchester et Lilith quitte l'hôte de Ruby avant que Sam ne puisse la tuer. Le jeune Winchester a l'horreur de voir Dean mort éventré et pleure la mort de son grand frère. On découvre Dean enchaîné en enfer, appelant Sam à son aide.
Antagoniste : Lilith
Antagoniste secondaire : Bela, Gordon

### Quatrième saison (2008-2009)
Thème : Les 66 Sceaux
Arc narratif : Dean, ramené parmi les vivants grâce à l'intervention des anges (plus précisément par l'ange Castiel ), a pour mission d'empêcher l'Apocalypse de se produire. Il est aidé par Sam, mais les relations entre les Winchester deviennent tendues lorsque Dean découvre que son frère lui ment et continue d'utiliser ses pouvoirs démoniaques en buvant du sang de démon.
Fin de Saison : Dean est furieux de voir ce que Sam est devenu à cause de sa relation avec Ruby et tente de le convaincre de repartir avec lui. Cependant les différences entre les deux frères éclatent et ces derniers finissent par se battre avant de se séparer. Aidé par Ruby, Sam découvre l'endroit où Lilith détruira le dernier sceau, alors que Dean se trouve finalement piégé par les anges. Après avoir découvert les véritables intentions des Archanges, Dean convainc Castiel de l'aider à empêcher l'Apocalypse. Au début réticent, l'ange, aidé du prophète Chuck, envoie Dean où le dernier sceau sera détruit. Au moment venu, le cadet des Winchester affronte Lilith et se trouve tiraillé entre les hurlements de Dean qui le supplie de s'arrêter, les hurlements de Ruby de la tuer et cette dernière qui provoque le jeune chasseur. Dans un accès de colère, après avoir été traité de monstre, les yeux de Sam deviennent noirs et il tue Lilith. Interrogeant Ruby, Sam découvre qu'il a ouvert la porte et libéré Lucifer, que Lilith étant le premier démon créé, était le dernier sceau à détruire. Folle de joie et hystérique, elle avoue à Sam sa complicité avec Lilith. Parvenant à défoncer la porte, Dean, furieux, aidé par Sam, tue Ruby, mais les deux frères impuissants ne peuvent qu'observer Lucifer s'élever sur Terre.
Antagoniste : Lilith
Antagoniste secondaire : Alastair, Uriel, Zachariah

### Cinquième saison (2009-2010)
Thème : Le Destin
Arc narratif : Les deux frères doivent maintenant arrêter Lucifer et l'Apocalypse. Cependant, leurs relations restent tendues, Dean ne pouvant plus faire confiance à son petit frère, ses choix ayant mené à la libération de Lucifer et au déclenchement de l'Apocalypse. Malgré tout, au fur et à mesure de la saison, les deux frères réapprennent à se faire confiance et à retravailler ensemble, luttant ensemble contre les forces du bien et du mal, forçant les frères Winchester à accepter leurs destins. Mais les deux frères relèvent le défi de l'arrêter seuls avec l'aide de Castiel, qui voit ses pouvoirs s'amenuiser au fur et à mesure de la saison du fait qu'il a été déchu.
Fin de Saison : Sam décide de prendre ses responsabilités sur la libération de Lucifer en acceptant d'être son hôte, dans le but de le contrôler et le pousser dans la cage. Cependant, après avoir retrouvé Lucifer à Detroit, les deux frères découvrent que le Diable est au courant pour les anneaux, mais le plan échoue et après avoir pris possession du corps de Sam, Lucifer disparaît. Dean rencontre Saint Michel et Lucifer prêts à s'affronter, aidé de Castiel qui fait disparaître l'Archange. Lucifer désintègre Castiel et brise la nuque de Bobby, puis s’en prend physiquement à Dean. Soudain, alors que le Diable est sur le point d'achever Dean, un des souvenirs de Sam sur l'Impala lui attire l'attention, provoquant un défilement de souvenirs de son hôte avec son frère lié à l'Impala, permettant à Sam de reprendre le contrôle. Sam se dépêche d'ouvrir la cage avec les anneaux, lance un dernier regard à Dean et se laisse de nouveau tomber dans le trou béant, emportant Saint Michel dans la chute alors qu'il voulait l'en empêcher. Castiel, de nouveau ressuscité et plus puissant, guérit Dean et ramène Bobby à la vie. Finalement, Dean tient la promesse qu'il a faite à Sam, vivre une vie normale auprès de Lisa. Durant les dernières secondes, Sam réapparaît subitement, laissant planer le doute sur le retour de Lucifer.
Antagoniste : Lucifer
Antagoniste secondaire : Les cavaliers de l’apocalypse, Meg, Zachariah

### Sixième saison (2010-2011)
Thème : Le Purgatoire
Arc narratif : Les deux frères font équipe à nouveau comme avant l'Apocalypse, mais l'attitude de Sam, qui est sorti de la prison de Lucifer, dérange Dean qui va jusqu'à douter de son propre frère. De plus, d'importantes créatures surnaturelles ont des comportements bizarres (comme certains vampires sortant en pleine journée) et l'origine des Alphas, les premières créatures de chaque espèce, est dévoilée. Des créatures censées être disparues ou jamais rencontrées jusque-là (dragons, fées) font également surface. Ils semblent tous vouloir ouvrir la porte du Purgatoire afin de libérer une créature se nommant « Mère ». Pendant ce temps, Castiel est en guerre contre Raphaël au Paradis. Quant à Crowley, après avoir été autoproclamé Roi de l'Enfer, il traque les loyalistes de Lucifer et cherche à obtenir plus de puissance à travers les âmes damnées du Purgatoire.
Fin de Saison : Les Winchester sont choqués de découvrir que Castiel s'est rallié à Crowley, devenu Roi de l'Enfer, et qu'ils ont passé un marché pour acquérir la puissance des âmes des créatures du Purgatoire, afin de stopper le dernier Archange qui souhaite remettre l'Apocalypse en route. Dean et Sam n'arrivent pas à faire entendre raison à Castiel, aveuglé par la menace que représente l'Archange et déterminé à obtenir les âmes et qui va jusqu’à briser le mur mental de Sam, séparant ses souvenirs de l'enfer, afin de gagner du temps. L'ange double Crowley, conscient de la menace qu'il représenterait avec tant de pouvoir. Mais après avoir recollé ses morceaux dans son esprit, Sam part retrouver son frère et Bobby à l'endroit où se trouve Castiel. Par la suite, Crowley fait son retour avec son nouvel allié, Raphaël. L'Archange force Castiel à lui donner le rituel, se déclarant être le seul à devoir posséder ce pouvoir. L'ange s’exécute et disparaît. Pendant le rituel, Dean et Bobby apparaissent et malgré leurs tentatives Raphaël les met hors d'état de nuire. Lorsque Crowley découvre que le rituel ne marche pas, Castiel réapparaît et lui révèle qu'il les a piégés en leur donnant le mauvais sang. Découvrant que Castiel a réussi son rituel, une lumière aveuglante émane de lui. Crowley prend peur et disparaît, laissant Raphaël seul face à Castiel. L'Archange se fait exploser par les nouveaux pouvoirs de l'ange. Dean supplie son ami et le convainc de rendre toutes ses âmes au Purgatoire, mais Sam intervient et poignarde Castiel. Celui-ci n'est pas atteint, se déclarant être le nouveau Dieu, et donne le choix à Bobby et les frères Winchester de se prosterner ou mourir.
Antagonistes : L'Archange Raphael, Crowley, Eve

### Septième saison (2011-2012)
Thème : Les Léviathans
Arc narratif : Castiel a non seulement absorbé les âmes du Purgatoire mais a aussi absorbé des âmes de créatures encore plus vieilles que les hommes et les anges ; les Léviathans. Pendant quelque temps, il devient le « Nouveau Dieu », avant de se rendre compte de son erreur, et décide de renvoyer toutes les âmes au Purgatoire. Les Léviathans résistent et réussissent à sortir de Castiel en le tuant dans le processus. Dean, Sam et Bobby s'apprêtent alors à sauver une nouvelle fois le monde entier en essayant de les arrêter, à leurs risques et périls.
Fin de Saison : Castiel revenu à la vie, choisit de pardonner ces actes en transférant les hallucinations de Lucifer de Sam en lui, et se fait interner à sa place, surveillé par Meg. Après avoir libéré une tablette ensevelie d'une roche volée par Dean et Sam au chef des Léviathans, la foudre frappe un jeune prodige, Kevin Tran qui devient le prophète de la tablette et Castiel se réveille. Après avoir déchiffré la tablette pour les frères Winchester, Kevin est escorté par les anges qui le ramènent chez lui, mais se fait kidnapper par l'homme de main de Dick, qui tue les anges. Alors que le chef des léviathans menace Kevin de traduire la tablette à nouveau, les frères Winchester possédant une traduction, fabriquent l'arme fatale contre les Léviathans. Lors du grand combat, Meg tue les Léviathans à l’extérieur, Sam libère Kevin et ils rejoignent Dean et Castiel. Comprenant qu'il fallait créer une diversion pour tuer Dick par surprise, Dean le tue avec l'aide de Castiel et les 2 disparaissent avec le Léviathan, Crowley profite de la situation pour enlever Kevin en laissant Sam seul. Dean se retrouve dans une forêt avec Castiel et, après lui avoir expliqué qu'ils se trouvent au Purgatoire, l'ange disparaît, laissant Dean seul à la merci des monstres qui l'entourent. Dean et Castiel se retrouvent au Purgatoire tandis que Sam reste seul sur Terre.
Antagonistes : Richard "Dick" Roman et autres Léviathans

### Huitième saison (2012-2013)
Thème : La Parole de Dieu
Arc narratif : Après une ellipse d'un an, Dean réussit à sortir du Purgatoire. Il ressuscite Benny, un vampire avec qui il s'est lié d'amitié au Purgatoire, puis retrouve Sam. Celui-ci avait arrêté la chasse après la disparition de Dean et Castiel. Il avait refait sa vie avec une femme, Amelia Richardson. Dean lui en veut de ne pas l'avoir cherché et d'avoir arrêté la chasse. Il semble avoir vécu des choses terribles au Purgatoire. Il annonce à Sam que Castiel ne s'en est pas sorti. Pendant ce temps, Kevin Tran parvient à s'échapper de l'emprise de Crowley puis Dean et Sam le retrouvent plus tard. Kevin leur apprend qu'il existe une autre tablette de Dieu qui indique comment fermer les portes de l'Enfer à jamais. Dean, Sam et Kevin vont tout faire pour réussir à fermer les portes de l'Enfer. Une partie de l'année de Dean au Purgatoire est révélée peu à peu à travers des retours en arrière au fur et à mesure que des événements les lui remémorent.
Fin de Saison : À l'aide du prophète Kevin Tran, qui a déchiffré la tablette des démons pour les Winchester, Sam en compagnie de Dean exécute les épreuves, équivalant aux Travaux d'Héraclès. Il a dû tuer un chien de l'enfer et se baigner dans son sang et ramener une âme innocente de l'Enfer au Paradis, celle de Bobby. Dans leurs recherches, sur la dernière épreuve, les frères Winchester découvrent où se cache le Scribe de Dieu, Metatron. Celui-ci libère Kevin de l'emprise de Crowley et confie que la dernière épreuve est de guérir un démon. Dean compte guérir le chevalier de l'enfer, Abaddon, un démon invulnérable que le chasseur a démembré, mais cette dernière réussit à s'échapper, en apprenant au passage que Crowley est devenu Roi. Castiel soutenu et secrètement influencé par Metatron se lance dans les épreuves de la tablette des Anges pour fermer les portes du Paradis, arrachant le cœur d'un Nephilim et volant l'arc d'un Cupidon. Finalement, Metatron arrache la grâce de Castiel en lui apprenant qu'il l'a manipulé pour exécuter un sort. Sam de son côté fait de Crowley sa dernière épreuve pour le guérir, mais après que Dean découvre que Sam sera sacrifié en conséquence, il tente de convaincre son jeune frère de ne pas achever l'épreuve. Enfin, les frères Winchester et Castiel ne peuvent qu'être témoins du résultat du sort du Scribe : voir tous les anges du Paradis chuter sur Terre.
Antagoniste : Crowley
Antagoniste secondaire : Naomie, Abbadon, Metatron

### Neuvième saison (2013-2014)
Thème : Le Paradis et l'Enfer
Arc narratif : Dean, Sam, Castiel et Kevin doivent désormais échapper aux anges qui ont été exilés par Metatron et se sont lancés à leur poursuite pour se venger. La plupart des démons ont été recrutés par Abbadon qui s'est fixé comme objectif de s'emparer de l'Enfer en détrônant Crowley. Dean, Sam, Castiel et Kevin vont une nouvelle fois dépasser leurs limites afin de maîtriser les anges en colère et restaurer l'ordre sur Terre.
Fin de Saison : Après avoir acquis la Marque de Caïn, source de la Première Lame capable de tuer un chevalier de l'Enfer, Dean finit par tuer Abaddon, le dernier chevalier de l'enfer, mais ressent les effets de la marque : il devient plus agressif et ressent le besoin de tuer. Tandis qu'il affronte Metatron possédant un pouvoir divin provenant de la tablette des anges, Castiel et Gadreel remontent au Paradis pour briser la connexion de la tablette avec le Scribe, mais se font piéger et se retrouvent en prison. Gadreel en quête de rédemption de ses erreurs passées, se sacrifie pour libérer Castiel. Alors que Metatron maîtrise Dean et avant que Castiel ne réussisse à retrouver et briser la tablette, le Scribe tue l'aîné des Winchester sous le regard impuissant de Sam, avant de disparaître. Finalement, alors que le Scribe exprime sa fierté à Castiel, ce dernier lui révèle qu'il a diffusé son discours contre les anges sur la radio des anges. Les anges arrivent alors pour emprisonner Metatron. Crowley se trouvant au chevet de Dean, raconte la fin de l'histoire de Caïn sur sa transformation en démon, en lui remettant la Première Lame en sa possession et en lui demandant de se réveiller. Dean ouvre ses yeux, devenus noirs.
Antagonistes : Abbadon, Metatron
Antagoniste secondaire : Barthélémy, Gadreel

### Dixième saison (2014-2015)
Thème : La Marque de Caïn
Arc narratif : Sam se lance à la recherche de Dean qui a disparu à la suite de sa transformation en démon par la Marque de Caïn. Sam sera de nouveau contraint d'emprunter des chemins sombres afin de retrouver et sauver son frère. Pendant ce temps, Castiel, dont la grâce s'épuise de jour en jour, devra tout faire afin de conserver la paix à la suite de la défaite de Metatron.
Fin de Saison : Ne pouvant laisser la Marque de Caïn, corrompre son frère, Sam est aidé par Castiel, la sorcière Rowena et Charlie en possession du Livre des Damnées, un puissant livre magique capable de défaire tout type de damnation. Cependant, Charlie se fait tuer par la très ancienne Famille Frankenstein qui veut récupérer le livre. Dean comprenant trop tard, les mensonges de son petit frère, a le malheur de découvrir la mort de son amie. Affecté par la trahison de Sam et la vengeance sur cette famille, Dean se laisse emporter dans sa rage par la marque et massacre toute la famille, y compris le seul adolescent innocent. À cause d'une chasse, lors de laquelle Dean avait poussé les vampires à tuer un chasseur pour les éliminer, il prend la décision d'invoquer la Mort, pour être sacrifié. Cependant, à cause de la Marque, la Mort, ne peut le tuer et lui fait comprendre que la Marque ne doit pas être enlevée au risque de libérer un mal encore plus grand, mais la Mort peut envoyer son porteur sur une autre planète, à une seule condition, que Dean tue Sam. Finalement, au moment venu, Dean reprend conscience, tue la Mort avec sa propre Faux et se fait enlever la Marque par le sort du Livre des Damnés, effectué par Rowena. En conséquence, les deux frères Winchester ne peuvent qu'observer la libération des Ténèbres.
Antagoniste : Rowena, la famille Stein
Antagoniste secondaire : Cole Trenton

### Onzième saison (2015-2016)
Thème : Les Ténèbres
Arc narratif : Sam et Dean doivent désormais faire face aux conséquences de la libération de Dean de la marque de Caïn, qui ont conduit à la propagation des Ténèbres sur Terre, jadis enfermées par Dieu avant la création de l'Univers. Castiel de son côté lutte contre la malédiction que Rowena lui a lancée précédemment pour tuer Crowley. Crowley ayant échappé à la tentative de Rowena pour le tuer est inquiet par rapport au retour des Ténèbres sur Terre.
Fin de saison : Dieu fait sa grande apparition sauvant les frères Winchester des Ténèbres, il se trouve être Chuck. Alors qu'il avait raconté à Metatron qu'il était, à l'origine, prêt à laisser ses créations être effacées de l'existence et laisser Amara briller, Dieu décide finalement de se sacrifier pour assurer l'existence de ses créations. Mais après avoir été convaincu par Dean, Dieu décide d'aider à arrêter Amara. Malgré la bataille pour affaiblir Amara, cette dernière accepte volontiers la défaite et se laisse mourir, mais se met dans un état de rage lorsqu'elle comprend que Dieu se prépare à la bannir de nouveau et arrive à le blesser mortellement. Pour sauver l'Univers, Dean devient une bombe humaine pour tuer Amara. Cependant, le chasseur réussit à lui faire prendre conscience l'importance de la famille malgré sa vengeance et Amara finit par se réconcilier avec Dieu. Pour remercier Dean de lui avoir donné ce dont elle avait le plus besoin, Amara souhaite lui offrir la même chose. Ainsi en tentant de retrouver son chemin, Dean a la grande surprise de tomber nez à nez avec Mary Winchester, sa propre mère.
Antagonistes : Les Ténèbres/Amara, Lucifer

### Douzième saison (2016-2017)
Thème : Les Hommes de Lettres
Arc narratif : Sam et Dean vont devoir gérer le retour de leur mère, et affronter les Hommes de Lettres de la branche britannique qui veulent étendre leur influence sur les États-Unis. Au cours de la saison, les frères s'allient avec Castiel pour neutraliser Lucifer, une bonne fois pour toutes, avec l'aide de Crowley qui cherche de son côté à se venger du Diable. Lucifer, après avoir joué avec son hôte, une star du Rock, finit par concevoir un Nephilim, en possédant le Président des États-Unis avec sa maîtresse, son assistante Kelly Kline. Malgré une période sous l'emprise de Crowley, Lucifer tue Rowena et cherche à récupérer son enfant, protégé par Castiel et créer une nouvelle Apocalypse.
Fin de Saison : Sam guide les autres chasseurs du pays pour exterminer tous les Hommes de Lettres restants, tandis que Dean réussit à annuler le lavage de cerveau de Mary, pour retrouver sa mère. Le bébé luciférien naît dans le dernier épisode, ouvrant par la même occasion une déchirure dans l'espace-temps, laissant voir à Castiel, Sam, Dean, Crowley et Lucifer un monde dans lequel les frères Winchester ne seraient pas nés : un monde apocalyptique. C'est dans ce dernier épisode que Crowley se sacrifie pour fermer cette brèche dans le but d'emporter Lucifer avec lui, mais il échoue puisque ce dernier revient un instant sur Terre, se fait battre par Mary, tombant ainsi dans la brèche avec elle avant qu'elle ne se referme. En attendant, le Nephilim, Jack, est né.
Antagonistes : Les Hommes de Lettres de la branche britannique, Lucifer

### Treizième saison (2017-2018)
Thème : L'Univers Parallèle
Arc narratif : Sam et Dean doivent désormais protéger Jack, le Nephilim, de Lucifer et de ses pouvoirs grandissants, plus puissant que ceux de son père, ce qui attire l'attention d'Asmodeus. Sorti de l'ombre après la mort de Crowley et la disparition de Lucifer, le dernier Prince de l'Enfer, disant agir sous les ordres de Lucifer, tente de mettre la main sur l'adolescent pour le former à régner sur l'Enfer et libérer les créatures les plus sauvages et dangereuses qui soient. Lucifer, piégé avec Mary, découvre l'univers alternatif et rencontre une nouvelle version de son frère Michel. Avec Castiel, de nouveau ressuscité, les frères Winchester vont devoir assurer la protection de Jack et protéger le monde contre la venue imminente de cet Archange d'un autre monde, plus dangereux et plus impitoyable que son double de l'univers principal.
Fin de Saison : Après avoir sauvé la colonie d'humains de l'univers parallèle et piégé Lucifer, les frères Winchester se retrouvent vite confrontés à l'archange Michel, venu dans leur univers avec l'aide de Lucifer. Tandis que l'archange affronte Dean, Sam et Castiel dans le Bunker, Lucifer convainc son fils Jack de quitter la planète avec lui jusqu'à ce que le jeune Nephilim réponde à la prière de détresse de Sam. Jack apparaît et maîtrise l'Archange, mais l'apparition de Lucifer trahit l'accord qu'il a eu avec Michel. Dean et Sam apprennent à Jack que son père est l'assassin de son amie, qu'il l'a ressuscité à sa demande et qu'il s'est rallié à Michel pour le récupérer, en échange de laisser la Terre sous le contrôle de ce dernier. Jack force alors son père à lui avouer la vérité et finit par comprendre qu'il n'est qu'un monstre. Fou de rage, Lucifer vole la grâce de son fils, après lui avoir avoué qu'il ne représente plus rien pour ses projets, avant de disparaître avec lui. Sam disparaît également et devient alors avec Jack, l'otage de Lucifer. Dépassé par les événements, Dean, désespéré de sauver Sam et Jack, ne trouve pas d'autre solution que de proposer à Michel d'être son véhicule, s'il peut en échange en garder le contrôle. Une fois, l'archange en lui, une bataille s'ensuit entre Dean et Lucifer qui se termine dans les airs. Le combat est féroce, mais Dean l'emporte sur le Diable. Alors que les frères Winchester et Jack célèbrent la mort de Lucifer, Michel trahit Dean, prend le contrôle de son corps et disparaît. Lors de la dernière scène, on peut voir Dean en costume (clin d’œil aux Peaky Blinders) avec les yeux bleus de l'archange Michel, qui contrôle enfin son véhicule.
Antagonistes : Michel (de l'Univers Parallèle), Asmodeus, Lucifer

### Quatorzième saison (2018-2019)
Thème : La Possession
Arc narratif : Après la mort de Lucifer. Sam, Jack et Castiel essaient de trouver un moyen de sauver Dean, possédé par l'archange Michel. Nick, revenu à la vie, lutte contre sa possession et sombre en se vengeant du meurtre de sa famille. Cependant, Castiel découvre que l'extinction imminente de son espèce menace de faire effondrer le Paradis. Il découvre aussi, avec Sam, que Jack est condamné à cause de l'absence de sa grâce angélique. En plus de la nouvelle menace que représente l'Ombre régnant dans le Néant, les derniers alliés doivent se surpasser pour sauver Jack, libérer Dean de l'archange qui cherche à provoquer une nouvelle Apocalypse et éviter la chute du Paradis sur Terre.
Fin de Saison : Jack sacrifie son âme pour sauver les frères Winchester et Castiel, après avoir tué l'archange Michel et absorber sa grâce. Sans âme, Jack redevient seulement à moitié ange et perd la maitrise de ses pouvoirs. Il tue Nick, qui est obsédé par l'idée de libérer le Diable du Néant pour redevenir son hôte, et tue Mary accidentellement. En réaction, les frères enferment le jeune Nephilim. Ce dernier se libère et voulant bien faire, oblige toute l'humanité à ne plus mentir, ce qui provoque un chaos dans tout le pays. Dieu réapparait, retrouve Castiel et les frères Winchester et rétablit l'ordre. Il semble déterminé à convaincre Dean, Sam et Castiel que Jack est dangereux et que le seul moyen de l’arrêter serait de le tuer avec une arme spéciale, se servant d'une vie pour en tuer une autre. Sam découvre par Dieu que parmi les mondes parallèles qu'il a créés, le leur est sa série préférée et que lors de ses absences, il passe son temps à observer les frères en action. Dean, quant à lui, guidé par sa vengeance, récupère l'arme pour tuer Jack et le retrouve au cimetière au côté de Castiel. Jack propulse l'ange et s'agenouille, acceptant son sort. Sam, après avoir appris les intentions de son frère par Dieu, se précipite pour l'empêcher de se sacrifier et découvre Chuck amusé par les événements. Cependant, lorsque Dean ne peut se résoudre à tuer l'adolescent, Dieu intervient, avouant que l'histoire n'est pas censée se terminer ainsi et ordonne à Dean de tuer Jack, en lui promettant de ramener Mary à la vie. Ce qui amène Sam et Dean à découvrir la vérité derrière le voile, Dieu les manipule depuis leur naissance. Dean s'énerve, déclarant qu'il ne s'agit pas d'une histoire qu'ils ont réalisée pour Le Créateur, mais de leurs vies et que Dieu peut aller en enfer. En représailles, Dieu tue son propre petit-fils avant de propulser Dean, tandis que Sam récupère l'arme et tire sur Chuck, ce qui les blesse tous les deux. Furieux, Dieu déclare alors que l'histoire prend fin avant de disparaître. Jack se réveille dans le Néant, accueilli par l'Ombre et accompagné de La Mort qui doit lui parler. Sur Terre, Castiel révèle aux frères Winchester qu'ils sont témoins de la libération de l'Enfer et que Dieu a lui-même déclenché l'Apocalypse ; une armée de zombies surgit des tombes alors que les créatures précédemment vaincues réapparaissent, telles que la Dame Blanche, le Clown tueur et Bloody Mary. Dean et Sam s'arment de barres de fer avec Castiel, armé de sa lame, avant d'être submergés par les zombies, laissant leur sort incertain.
Antagonistes : Michel (de l'Univers Parallèle), Nick

### Quinzième saison (2019-2020)
Elle est la dernière de la série, composée de 20 épisodes.
Thème : L’Épilogue
Arc narratif : Les frères Winchesters ont combattu des démons, des anges, des créatures mythiques et des monstres dans une quête sans fin pour sauver le monde. Cette fois-ci, les frères Winchester, accompagnés de l'ange Castiel, vont devoir mettre un terme à l'Apocalypse que Dieu a provoquée et bannir une fois de plus les âmes et créatures de l'Enfer, qu'il a libérées. Jack, après avoir été tué par Dieu, se réveille dans le Néant où il retrouve l'Ombre et La Mort.
Fin de Saison : Dans leur combat contre Dieu, les frères Winchester et Jack subissent de lourdes pertes, notamment le sacrifice de Castiel ainsi que la disparition de leurs proches. Chuck révèle qu'il a l'intention de laisser les Winchester et Jack vivre avec leur échec sur une Terre vidée de toute vie, en guise de punition pour leurs actions. Ils sollicitent l’Archange Michel pour les aider à ouvrir le livre de la mort de Chuck. C'est un échec. Peu de temps après, Lucifer ressuscité arrive pour prêter main-forte, et en guise de bonne foi, tue une faucheuse la transformant ainsi en la nouvelle Mort afin qu'elle lise le livre. Cependant, une fois celui-ci ouvert, le Diable tue La Mort et révèle que Dieu l'a ramené pour récupérer le livre. Après un bref combat entre les archanges, Michel tue son frère. Sam annonce avoir trouvé dans le livre de Dieu un sort qui peut détruire Chuck. Michel trahit à son tour les frères dans une tentative de redevenir le favori de Dieu. Ce dernier refuse le pardon de son fils de l’avoir trahi et le détruit. Chuck bat les Winchester presque à mort, mais lorsqu’il tente de tuer Jack, le Nephilim apparaît immunisé contre Chuck et absorbe son pouvoir divin, le rendant mortel. Sam et Dean expliquent que la tentative de transformer Jack en une bombe cosmique, l'a également transformé en un trou noir de pouvoir qui lui a permis d’absorber l’énergie provoquée par le combat entre les archanges, leurs destructions et le combat de Chuck contre les frères, lui permettant de devenir assez puissant pour battre Dieu. Les Winchester ont attiré Dieu dans un piège. Chuck apprend, désespéré, la fin que les frères avaient prévu pour lui : devoir vivre une vie de mortel seul et oublié. Devenu un nouveau Dieu, en harmonie avec Amara, Jack ressuscite tout le monde, mais s'en va, choisissant de ne pas jouer un rôle direct dans les événements de l'univers. Enfin libre de l’histoire de Chuck pour de bon, les Winchester se délectent de la chance d'écrire leur propre histoire et pouvoir s'adapter à une vie régulière. Un jour, ils partent dans une ancienne chasse non élucidée, sur laquelle leur père avait travaillé en 1986. Dean est mortellement atteint pendant le combat et meurt après un au revoir émotionnel avec Sam. Au Paradis, Dean retrouve Bobby Singer qui révèle que Jack a remodelé le paradis avec l'aide de Castiel pour être un bien meilleur endroit, où tout le monde peut être ensemble au lieu d'être séparé. Alors que Dean traverse le Paradis avec l’Impala sur la célèbre musique Carry On Wayward Son de Kansas, la vie de Sam défile, où l’on peut voir qu’il a fondé une famille, a eu un fils, et s’est éteint après une longue vie paisible. Après sa mort, Sam se retrouve au Paradis auprès de Dean, de nouveaux réunis et pour l’éternité.
Antagonistes : Dieu/Chuck
Antagoniste secondaire : l'Ombre (l'entité du Néant), Billie

## Univers de la série

### Le générique et ses thèmes
La série présente pour chaque saison un générique d'ouverture affichant le titre de la série avec un thème qui lui est associé :
- Saison 1 : Le titre effectue des zooms en profondeur avant de disparaître, imitant les mouvements saccadés liés à l'apparition des fantômes, dont l'un d'entre eux a été le premier ennemi surnaturel auquel les frères Winchester ont été confrontés.
- Saison 2 : Le titre apparaît en feu avec sa lettre "A" sous la forme d'un pentagramme, représentant la clé de Salomon utilisée pour piéger les démons. Le feu peut faire allusion à l'Enfer en raison de l'augmentation de l'activité démoniaque durant cette saison.
- Saison 3 : On peut apercevoir une paire de mains fantomatiques avant l'apparition de la clé de Salomon, suivis du titre au milieu d'une tempête démoniaque représentant la forme originale des démons libérés de l'enfer.
- Saison 4 : Des ailes d'anges sont en mouvement avant l'apparition du titre, où l'on peut entendre un son aigu inaudible des anges. Le thème présentant l'introduction des anges dans la mythologie de la série.
- Saison 5 : Le titre apparaît avec du sang dispersé à l'arrière-plan, accompagnée du son d'un battement de cœur, de chuchotement d'anges et d'un son aigu. Le thème peut représenter le sang de démon qui relie Sam avec ses pouvoirs, où à la lignée de sang qui relie les frères Winchester à leurs archanges respectifs.
- Saison 6 : Une vitre de verre se brise pour faire apparaître le titre. Cela peut représenter l'esprit brisé de Sam ou le mur psychologique dans l'esprit de Sam qui s'est finalement brisé.
- Saison 7 : Le titre apparaît en texte noir sur fond blanc dans une épaisse explosion de brume noire et qui fait couler un liquide noir, représentant le sang des Léviathans qui ont été libérés.
- Saison 8 : Une explosion orangée fait apparaître le titre en texte doré sur un fond de glyphes semblables à ceux de la Parole de Dieu. Le "E" et les deux "A" du titre se transforment brièvement en glyphes à plusieurs reprises.
- Saison 9 : Le titre apparaît sur une paire d'ailes d'ange en feu représentant le statut d'ange déchu à la suite du sort de Metatron, qui explose dans une lumière blanche et aveuglante, où l'on peut entendre la voix aiguë d'un ange.
- Saison 10 : La lumière bleue angélique jaillit, suivie d'une fumée noire démoniaque faisant apparaître le titre avec un pentagramme en arrière-plan. Cela fait probablement allusion à la sorcellerie de Rowena combiné à la transformation de Dean en démon.
- Saison 11 : Une lumière blanche est suivie du titre en or sur un fond noir et fumé que peut représenter la forme originale des Ténèbres.
- Saison 12 : Une explosion rougeoyante fait apparaître le titre avec l'étoile du Verseau en arrière-plan, qui devient de plus en plus sanglant, entouré de flammes rougeoyantes. Le symbole représentant la société des Hommes de Lettres préfigure l'implication des Hommes de Lettres de la branche britannique en tant qu'antagoniste de la saison.
- Saison 13 : Une explosion de lumière suivie de l'apparition du titre pouvant représenter l’œil enflammé de Jack, le Nephilim de Lucifer, où un portail présentant l'apparition des nombreux univers parallèles de cette saison.
- Saison 14 : Des ailes noires s'ouvrent avant que le titre n’apparaisse sur ce qui ressemble d'être à des ailes, du double de l'archange Michel provenant d'un univers parallèle, entouré de différents cercle de feu bleu.
- Saison 15 : Un flash de lumière en forme d'amulette de Dean explose devant un fond sombre, juste avant qu'une âme évadée de l'enfer vole vers l'écran, entrainant une explosion. Ce qui pourrait interpréter le rôle de Dieu dans la libération des âmes de l'enfer, l'amulette ne possédant la capacité que de briller en sa présence. Enfin, le titre apparaît avec une structure organique en arrière-plan qui forme au centre l'entrée d'une dimension pouvant être l'entrée du Néant, avec une légère apparence de la peau noire associée à l'Ombre du Néant.

### L’Apocalypse dans la série
L'Apocalypse est présentée dans l’univers de Supernatural comme un événement biblique, évoquant littéralement une série d’événements, qui prophétise la libération de Lucifer menant à la fin du monde. Elle est destinée à se terminer par un combat final où l'Archange Michel devra terrasser le Diable, à travers leurs hôtes respectifs, les protagonistes de la série Dean et Sam Winchester.
Dans l'univers de la série, l'Apocalypse a été prédite il y a des milliers d'années, peu de temps après la chute de Lucifer, à la suite de sa rébellion. Une rébellion au cours de laquelle Lucifer a corrompu le Jardin d'Eden et a tordu l'âme de Lilith, l'un des premiers humains créés par Dieu, pour faire d'elle le premier démon. La transformation démoniaque de Lilith a fait d'elle l'ultime sceau à détruire pour ouvrir la cage contenant Lucifer, unissant son destin avec sa libération.
Parmi les quatre Princes de l'enfer que Lucifer a créés après Lilith, Azazel est resté fanatiquement dévoué à Lucifer et est devenu le souverain de l'enfer, cherchant un moyen de le libérer et ainsi déclencher l'Apocalypse. Pour cela, Azazel a pour mission de libérer Lilith de l'Enfer et trouver un enfant très spécial pour détruire le dernier sceau et devenir l'hôte de Lucifer.
Cependant, la série nous montre que les actions provoquées par Azazel pour accomplir sa mission ont conduit les frères Winchester à accomplir leurs destins respectifs, avec l'Archange et le Diable :
- Dix ans après avoir conclu un pacte avec Mary Winchester, Azazel a pu rentrer chez elle et faire boire à Sam, âgé de 6 mois, son sang de démon pour le transformer en l'un des enfants spéciaux. Cependant lorsque Mary a voulu l'en empêcher, elle s'est fait tuer.
- La vengeance de John contre Azazel l'a mené à former ses fils en tant que chasseurs. Elle a également conduit Dean entre la vie et la mort. John conclut un pacte avec son ennemi, espérant sauver la vie de son fils en échange du Colt, la seule arme capable de tuer le démon. Cependant, John se retrouve contraint à vendre son âme et se sacrifie pour sauver Dean.
- Le tournoi à mort d'Azazel entraîne la mort de Sam, tué par l'un des enfants spéciaux et pousse Dean à conclure un pacte pour sauver son frère. Cependant, le démon réussit à libérer Lilith et une armée de démons. Tandis que Sam tue Jake et devient le seul enfant d'Azazel, le démon se fait tuer par Dean à l'aide de l'esprit de son père, qui s'est échappé de l'enfer.
- Après l'évasion de John et la mort d'Azazel, Lilith libérée de l'enfer récupère le contrat de Dean pour assurer sa descente en enfer. À l'inverse de son père, Dean cède à la torture et détruit le premier sceau. Son tortionnaire Alastair lui révèle donc qu'il est celui qui a déclenché l'Apocalypse en lui citant « le premier sceau ne pourrait être brisé que lorsqu'un homme vertueux fera couler le sang en Enfer, lorsqu’il sombrera, alors le sceau sera brisé ». L'ange Castiel ne parvenant pas à empêcher la catastrophe, le sauve néanmoins de la perdition, en lui citant que « L’homme vertueux qui brisera le sceau est le seul qui pourra empêcher la fin des temps ».
- Sam, le dernier enfant spécial d'Azazel, entretient une relation avec le démon Ruby et s'éloigne de Dean, persuadé que tuer Lilith avec ses pouvoirs empêcherait l’Apocalypse de se produire. Il apprend à ses dépens que « Le premier démon ferait office de dernier sceau », et qu’il a fini par réaliser ce que les Archanges et Lilith voulaient accomplir : libérer Lucifer de l’Enfer.
- La rencontre avec l'archange Michel permet à Dean d'apprendre que ce sont ses liens d'ascendance avec Caïn et Abel et ses choix qui l'ont mené à être le véhicule de l'archange. Dean est malgré lui destiné à être l'épée de Saint-Michel pour le combat final.
- La rencontre avec Lucifer permet à Sam d'apprendre que l'archange l'a désigné comme véhicule et la raison pour laquelle le dernier enfant spécial d'Azazel a été guidé jusqu'à la chapelle pour détruire Lilith, l'ultime sceau et libéré le Diable. Sam est malgré lui destiné à être le véhicule de Lucifer pour le combat final.
- Cupidon révèle aux frères Winchester la responsabilité du Paradis sur leurs naissances, avec l'union de John Winchester et Mary Campbell. Le chérubin révèle que le Paradis devait s'assurer de la naissance de Dean et Sam Winchester.
- Une fois démasqué, l'archange Gabriel confie aux frères Winchester la raison pour laquelle ils sont les véhicules des archanges : le caractère et la relation de chacun avec leur père reflétant ceux de Saint-Michel et Lucifer avec Dieu. Gabriel raconte que « tout ce qui est vrai au Paradis devra également l'être sur Terre » et que dès le début de l'humanité, le Paradis savait que le monde prendrait fin avec les frères Winchester et que selon lui « l'un des deux frères sera forcé de tuer l'autre ».

On retrouve durant l’Apocalypse, les quatre cavaliers de l’Apocalypse, le virus démoniaque Croatoan permettant d’infecter l’humanité, l’Antéchrist en la personne d’un enfant né d’une humaine et d’un démon, et la Prostituée de Babylone pour damner le plus d’humains en enfer. Finalement, malgré les prémices de la bataille entre Saint-Michel et Lucifer, les frères Winchester défient leurs propres destins et Sam accepte d’être le véhicule de Lucifer, seulement pour reprendre le contrôle de son corps et se sacrifie en se jetant dans la cage, entraînant également Saint-Michel dans sa chute.
Le Destin fait sa grande apparition dans la saison 6 en la personne d’Atropos l’une des 3 Moires de la Destinée, confiant le rôle qu’elle a joué sur la fin du monde prédéfinie par Dieu.
Dans cette nouvelle ère post-Apocalypse, après avoir contré la destinée Dean et Sam Winchester doivent subir les conséquences de leurs actes, faisant face à d’insurmontables obstacles et découvrant que chaque victoire sur le mal ouvre la porte à un mal encore plus grand qui menace de provoquer la fin du monde. Ainsi lors des saisons suivantes :
- Castiel provoque la libération des Léviathans, les premières créatures créées par Dieu, échappées du Purgatoire dans sa lutte de pouvoir contre Raphaël.
- Après avoir échoué à fermer les portes de l'Enfer, Sam et Dean font face à Metatron qui cherche à se venger de son exil forcé en expulsant les anges sur Terre.
- Après avoir tué Abaddon et empêché qu'elle prenne les rênes de l'Enfer, Dean a dû subir les conséquences de la "Marque de Caïn" qu’il a dû porter, le transformant peu à peu en démon.

Dans la saison 11, le concept de L’Apocalypse prend une autre forme lorsque Dean est libéré de la marque de Caïn, faisant apparaître un mal plus ancien que Dieu lui-même : les Ténèbres. Une entité primordiale et destructrice existant avant Dieu lui-même et sa Création, sous une forme humaine du nom d’Amara. Le conflit entre la Lumière et l’Obscurité condamne l’Univers et la réalité elle-même lorsque Les Ténèbres blessent mortellement Dieu. L’affaiblissement de Dieu a pour effet de provoquer l’affaiblissement de l’énergie du soleil, qui entraînerait alors l’extinction de la planète et de l’univers, ce qui dépasse les limites du concept de l'Apocalypse dans la série.
La saison 12 montre deux formes différente de l'Apocalypse. La première provient d'une faille dans l'espace temps, séparant l'univers des frères Winchester d'un univers parallèle apocalyptique où Sam et Dean ne sont jamais venus au monde et de ce fait, n'ont pu l'arrêter. La deuxième forme provient de la projection de Lucifer, libéré depuis la saison 11, souhaitant provoquer l'apocalypse avec son fils Nephilim qu'il cherche à récupérer.
À la fin de la saison 13, une version alternative de l'archange Saint-Michel, responsable de l'Apocalypse dans son univers, apparaît dans celui des Winchester et menace de provoquer une nouvelle version de l'Apocalypse. En effet, il révèle à Dean son envie de purger le monde afin de le sauver. Une fois le Diable tué par Dean, possédé par Saint-Michel, l'archange saisit l'occasion pour trahir Dean en prenant le contrôle total de son hôte, afin de provoquer sa nouvelle Apocalypse sur Terre.
Dans la saison 14, la nouvelle version de l'Apocalypse que l'archange Michel voulait déclencher échoue lorsque Jack utilise sa magie pour détruire l'archange. À la fin de la saison, les deux frères Winchester découvrent à travers le stratagème de Dieu qu’il est à l’origine de leurs malheurs depuis toutes ces années. Il semblerait même que l'histoire de l’Apocalypse entre les archanges et les frères Winchester faisait partie des aventures des frères Winchester dans l’œuvre que Dieu a écrite : Supernatural.
Dans la dernière saison, Dieu lui-même déclenche une toute nouvelle Apocalypse, en déclarant que son histoire prend fin et libère les âmes de l'enfer, y compris les créatures que les frères ont vaincues auparavant, après que ces derniers ont voulu le défier.

### Le Colt

#### Dans la série

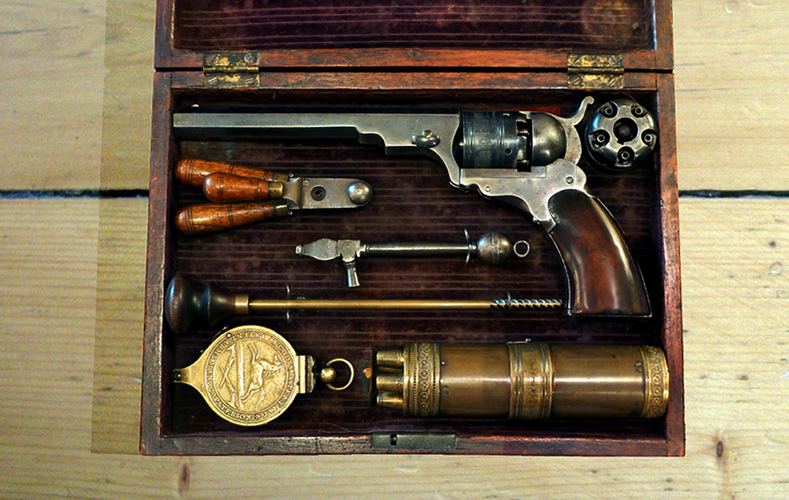
Modèle de Colt Paterson.

Le revolver Colt Paterson de 1835, souvent désigné comme « le Colt », a été fabriqué par Samuel Colt, un chasseur américain (en référence à l'industriel Samuel Colt). D’après la légende, tout ce qui se fait tirer dessus avec ce revolver chargé d'une des treize balles d’origine, meurt, même les créatures normalement immunisées contre toutes les armes. John Winchester donne le colt au démon Azazel afin d’épargner la vie de Dean après un accident de voiture presque fatal dans la saison 1.
À la fin de la deuxième saison, Azazel utilise le Colt comme une clef pour ouvrir un des Portails de l'Enfer que Samuel Colt avait scellés. La dernière balle est utilisée pour tuer Azazel, bien que le revolver soit modifié afin de pouvoir utiliser d'autres balles. Vers la fin de la troisième saison, le démon bras droit de Lilith, Crowley, entre en possession du revolver et le cache.
Il apparaît ensuite dans deux épisodes présentant des voyages à travers le temps. Dean en utilise une version passée lorsqu'il est renvoyé en 1973. Puis son futur lui le découvre quand Dean est envoyé cinq ans dans le futur avant que Crowley ne le rende aux Winchester pour qu'ils puissent tuer Lucifer. Cependant, après que Dean ait utilisé le Colt sur Lucifer dans la saison 5, le spectateur apprend qu'il existe cinq choses à travers la création que le revolver ne puisse pas abattre et qu'il est l'une d'elles.
Après cela, on ne sait pas ce que devient le revolver, puisque sa seule apparition était une version plus ancienne chronologiquement, quand les Winchester voyagent jusqu'en 1861. Sam le tient de Samuel Colt et Dean l'utilise pour tuer un phénix. Dean fait tomber le Colt juste avant d'être transporté de nos jours. Le Colt est présumé retrouvé par le propriétaire du saloon, Elkins, l'ancêtre de Daniel Elkins, qui possède le Colt au début de la série.
Le Colt fait son retour dans la saison 12. On apprend que c'est Crowley qui l'a récupéré en voulant l'offrir à Ramiel, l'un des quatre princes de l'enfer, après la fin de la saison 5 et le retour de Lucifer dans sa Cage, afin que celui-ci devienne le nouveau Roi de l'Enfer. Ramiel refusa le titre, l'accordant à Crowley, mais conserva tout de même le Colt. Mary Winchester le dérobe dans l'épisode 12, afin de le remettre aux Hommes de Lettres britanniques.
Sam l'utilisera afin de tuer le Vampire Alpha qui avait pris d'assaut la base des Hommes de Lettres britanniques. Il l'utilisera une seconde fois afin de tuer le dieu Moloch.
Le Colt sera finalement détruit dans l'épisode 19 par le prince de l'enfer Dagon, après que Dean ait tenté en vain de la tuer avec l'arme.

#### Sur le tournage
L'arme utilisée dans la série est une réplique du Paterson, modifiée pour tirer des munitions métalliques. Le revolver est décrit comme datant de 1835, avant que Colt ne fasse des armes, et les cartouches métalliques ne furent utilisées sur des revolvers Colt que dix ans après la mort de Samuel Colt.
Sur le canon est inscrite une phrase en latin non timebo mala, c'est-à-dire « Je ne craindrai pas le mal ». Un pentagramme est gravé sur la poignée, usé de façon à lui donner une apparence ancienne. Une version en caoutchouc était utilisée pour les scènes de combat où quelqu'un était assommé avec.

### L'Impala

#### Dans la série

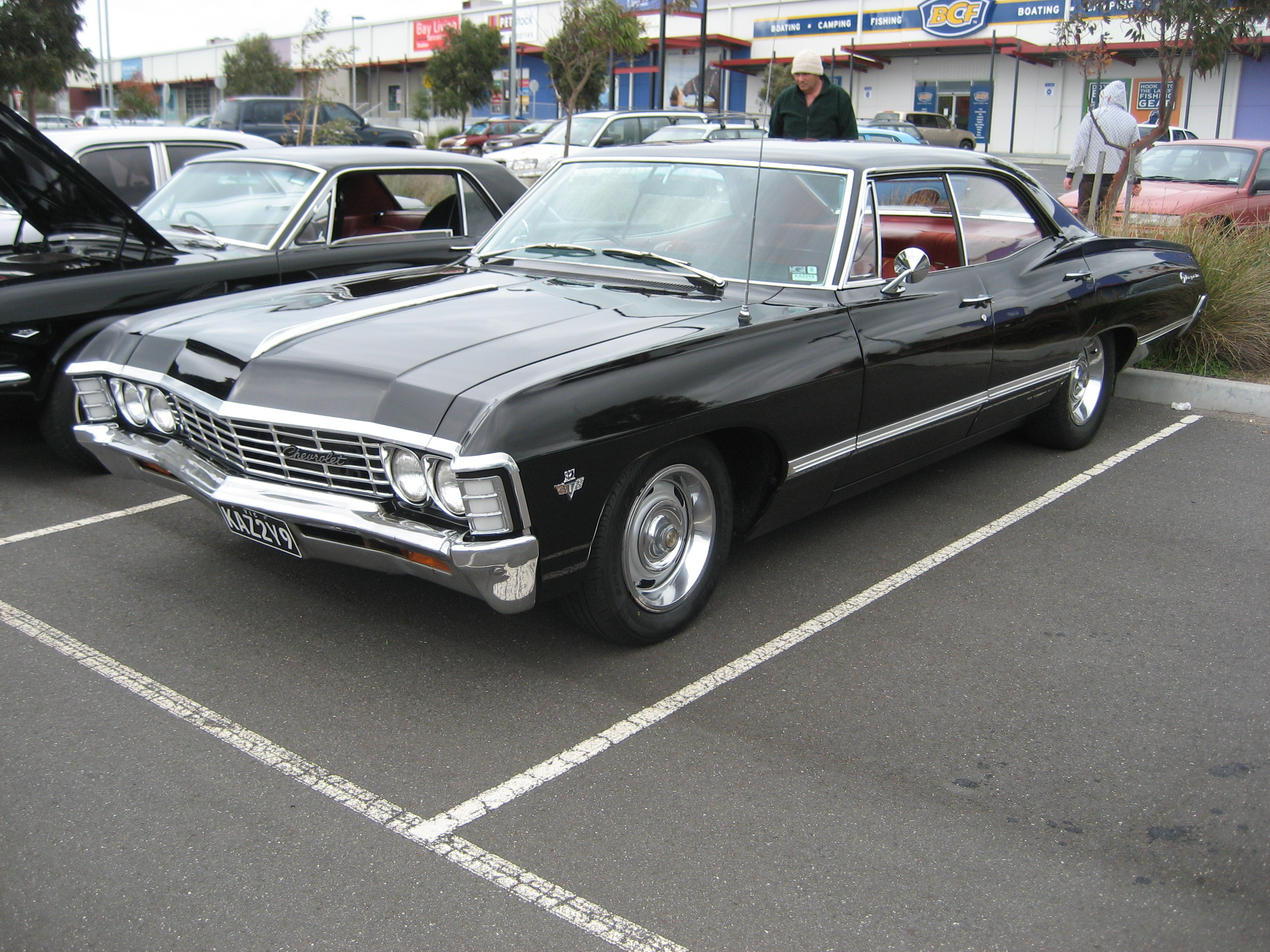
Une Chevrolet Impala de 1967.

Pendant toute la série, Dean conduit une Chevrolet Impala noire, le modèle de 1967, qu’il appelle son bébé (Baby).
Reçue de son père (John), il s'agit de la propriété la plus précieuse de Dean, l'acteur Jensen Ackles sent qu’elle est la « vie », le « sanctuaire » de Dean. Les frères l'utilisent pour voyager à travers les États-Unis et chasser le surnaturel. Le coffre contient de nombreuses armes ainsi que leurs fausses cartes d’identité.
Dans les deux premières saisons, la plaque d’immatriculation est une plaque du Kansas avec le numéro KAZ 2Y5, en référence au domicile des Winchester dans cet État et au début de la série en 2005. Vers la fin de la deuxième saison, la voiture a une autre plaque, cette fois de l’Ohio : CNK 80Q3 ; pour que les frères puissent échapper au FBI.
Les origines de l’Impala sont décrites pour la première fois dans la mini-série Supernatural: Origins, John Winchester prend possession de la voiture après que l’oncle de Mary meurt dans un accident lors d’une chasse. Toutefois, les fans eurent une réaction négative à cela, puisque John est vu avec l’Impala dans le teaser du tout premier épisode, moment précédent la mini-série. Les véritables origines de l’Impala sont décrites plus tard, dans la quatrième saison.
Renvoyé en 1973 par l’ange Castiel, Dean convainc son père d’acheter l’Impala plutôt qu’un VW Van de 1964. Les origines sont davantage développées durant le dernier épisode de la cinquième saison, dans lequel un récit-cadre englobe le scénario de l’épisode, retraçant l’histoire de l’Impala depuis sa production, au travers de ses précédents propriétaires, jusqu’au jour actuel.
D’après Chuck Shurley, les deux frères se sont totalement appropriés la voiture. Il explique dans une scène de l'épisode final de la saison 5 que le petit soldat que Sam a coincé dans le cendrier quand il était plus jeune, les pièces de Lego dans la climatisation par Dean, ainsi que les initiales des frères Winchester sont des éléments qui montrent que l'Impala est leur propriété. L’Impala permet à ses propriétaires de se souvenir de l'importance des relations familiales. Par exemple, le petit soldat permet à Sam de se remémorer tous ses souvenirs liés à Dean et de reprendre le contrôle de son corps après la possession de Lucifer. D'après Chuck, les frères ne se considèrent jamais sans attaches puisqu’ils ont l’Impala.
Dans la saison 7, quand deux Léviathans se lancent dans une série de meurtres avec une Impala identique, Sam et Dean se trouvent obligés de garer l’Impala et d’utiliser d’autres voitures, puisqu’ils sont trop identifiables.
Dans le douzième épisode de la saison 8, Henry Winchester tente de voler la voiture sans savoir qu'il s'agit de celle de son fils John mais ses petits-enfants, Sam et Dean l’arrêteront. Henry avait lu l'année de la plaque d'immatriculation pour savoir à quelle époque il se trouvait.
L’Impala est volée par l’ange Gadreel alors qu’il possède Sam, ce qui oblige Dean à utiliser une autre voiture une fois de plus. Mais elle est rapidement retrouvée et est utile dans la recherche de l’ange en fuite.
Dans la saison 11, un épisode lui est consacré s'intitulant Baby (11x04), tel que Dean la surnomme. L'ensemble de l'épisode est tournée du point de vue de l'Impala, aucune scène ne se déroulant en dehors du véhicule. On y voit ainsi des scènes du quotidien des frères Winchester, habituellement non montrées.
Dans l'épisode Scoobynatural (13x16), l’Impala apparait dans l'univers de Scooby-Doo sans avoir été absorbé avec Sam et Dean. Dean ayant les clefs dans sa poche, il se pourrait que l'univers de Scooby-Doo ait créé une copie de l’Impala à partir de celles-ci. Dans ce même épisode, Dean tente de battre Fred au volant de la Mystery Machine mais c'est le véhicule du Scooby-Gang qui l'emporte à la grande colère de Dean.
Dans The Heroes' Journey (15x10), l'Impala tombe deux fois en panne, une fois au début de l'épisode et une fois à la fin. Chuck a rétrogradé Sam et Dean, qui ne sont plus les héros de son histoire : ils sont donc devenus des "gens normaux", et leur vieille voiture peut tomber en panne.
Dans le tout dernier épisode de la série, Dean qui a rejoint le paradis à la suite de sa mort, retrouve une réplique de l'Impala et il continue de rouler, tandis que la véritable Impala est conserver par Sam en souvenir de son père John et de son frère Dean qu'il aimait tant.

#### Sur le tournage
Les voitures utilisées sur le tournage au fil des saisons sont des Chevrolet Impala Hardtop (« toit rigide » ou « toit en dur ») Sedan (4 portes) sans montants de 1967. Toutes ont été l'objet de modifications telles que la recoloration des garnitures de portes, ciel de toit et tableau de bord (de couleur beige dans la série) ainsi que les banquettes en cuir noir, radios non fonctionnelles et jantes chromées Cragar. À l'exception de l'originale, elles ont toutes été peintes en noir pour les besoins de la série. Elle est par ailleurs équipée de deux projecteurs orientables (spotlights) placés sur les montants de pare-brise, tradition des voitures customisées inspirées des véhicules de police.
Sous le capot, chacun des exemplaires utilisés est équipé d'une boîte automatique et d'un moteur V8 « small block » Chevrolet. Vraisemblablement dans la série, soit le V8 Chevrolet TurboFire 283 avec carburateur double corps, ou le 327 à carburateur quadruple corps d'une puissance de 275 chevaux.
Une des Impalas possède aussi un toit et des portières amovibles pour les plans rapprochés, et peut également être séparée en deux.

### Le roman et la série
Dans l'univers de Supernatural, on évoque les aventures des frères Winchester à travers des romans. En effet, dans la saison 4, le prophète Chuck Shurley a transcrit la prophétie des frères Winchester et leurs rôles dans l'Apocalypse, sous la forme d'une série de romans, qu'il a intitulée Supernatural.
Ces romans, qui racontent la vie des frères Winchester, sont censés être l'évangile des Winchester selon l'ange Castiel. L'ange révèle également que la prophétie de Dean et Sam est liée au Paradis et qu'un archange est lié à son prophète. Cependant, les frères ne les aiment pas particulièrement, les livres violant directement l'intimité de leur vie personnelle.
Au début de la saison 5, les frères Winchester font la connaissance de Becky Rosen, une fan des romans qui écrit des fan-fiction dans l'univers Supernatural. Plus tard, les frères Winchester découvrent et participent à la première convention des romans de Chuck, en compagnie de Becky. À la fin de la saison, Chuck en achevant le dernier chapitre sur l'Apocalypse, raconte son point de vue sur le sens de l'histoire. Selon le point de vue de l'écrivain, il s'agissait plus d'une épreuve sur les choix des deux frères que leurs rôles prédestinés dans le combat prophétisé des archanges. Chuck termine son récit en déclarant que Dean et Sam ont choisi la famille et que "rien ne se termine vraiment" avant de disparaître, laissant planer le doute sur la véritable identité de l'écrivain.
Au moment de la saison 8, l'ensemble des romans sont publiés car Charlie Bradbury sait que Sam et Dean ont arrêté l'Apocalypse après les avoir lus. Elle leur apprend que les romans sont désormais en ligne. À la fin de la saison, Crowley a mis la main sur les livres et les a utilisés contre les deux frères, en les menaçant de se servir des livres pour tuer les personnes qu'ils ont sauvées au cours de leurs vies, afin de les forcer à abandonner les épreuves pour fermer les portes de l'enfer. Il est sous-entendu que les livres ont continué de raconter l'histoire des frères après l'Apocalypse, car Crowley est au courant de l'existence d'une personne apparue au cours de la saison 7. Fait confirmé par Charlie qui est au courant pour les dragons, apparut pour la première fois dans la saison 6.
Dans la saison 10, au cours d'une enquête sur la disparition d'une enseignante, les frères Winchester sont stupéfaits de découvrir que l'école propose une comédie musicale sur le thème des romans Supernatural. Dean et Sam découvrent au cours de l'épisode que la pièce est protégée par la Muse de la poésie épique, Calliope. À la fin de l'épisode et après la représentation, l'une des élèves se précipite vers son amie metteur en scène pour lui annoncer que quelqu'un est entré avec l'un des tickets envoyés à la maison d'édition de Supernatural. Lorsque la metteur en scène demande son avis à l'invité, on découvre que la personne est nulle autre que Chuck.
Dans la saison 11, on peut voir certains livres de Supernatural dans le garde-meuble sécurisé de Crowley. Plus tard au cours de la saison, Metatron rencontre Chuck Shurley et critique ses romans. Lorsque Chuck lui répond «que cela ne lui justifie pas de brûler l'un de ses livres », Metatron lui demande alors comment il pourrait le savoir. C'est à partir de ce moment-là que l'auteur Chuck se révèle en tant que Dieu lui-même, omniscient et au courant des actes de Metatron.
À la fin de la saison 14, Dieu se décrit auprès de Castiel comme étant un écrivain qui lui arrive de mentir. Plus tard, il répond aux questions de Sam sur les univers alternatifs, et révèle que l'univers des frères est pour lui sa série préférée. Plus tard, Sam découvre que voir Dean prêt à tuer Jack amuse Dieu. Cependant, lorsque Dieu insiste pour que Dean tue Jack afin de terminer son histoire et le convainc en retour de ramener sa mère à la vie, les deux frères sont stupéfaits de découvrir que Dieu les manipule depuis leur naissance. Les deux frères accusent Dieu d'avoir tout écrit afin de réaliser son histoire de Supernatural, celle des aventures de Dean et Sam. Lorsque les frères Winchester le défient, Dieu déclare que l'histoire est finie et qu'il passe directement à la fin, en déclenchant lui-même l'Apocalypse.

## Accueil

### Audiences aux États-Unis
| Saison | Diffuseur | Jour            | Premier épisode   | Épisode final    | Saison TV | Rang | Vue en millions | 18-49 ans |
| ------ | --------- | --------------- | ----------------- | ---------------- | --------- | ---- | --------------- | --------- |
| 1      | The WB    | Mardi, Jeudi    | 13 septembre 2005 | 4 mai 2006       | 2005–2006 | #165 | 4,51            | 1,4,      |
| 2      | The CW    | Jeudi           | 28 septembre 2006 | 17 mai 2007      | 2006–2007 | #216 | 3,29            | 1,1       |
| 3      | The CW    | Jeudi           | 4 octobre 2007    | 15 mai 2008      | 2007–2008 | #187 | 2,74            | 1,0       |
| 4      | The CW    | Jeudi           | 18 septembre 2008 | 14 mai 2009      | 2008–2009 | #161 | 3,18            | 1,1,      |
| 5      | The CW    | Jeudi           | 10 septembre 2009 | 13 mai 2010      | 2009–2010 | #125 | 2,66            | 1,2,      |
| 6      | The CW    | Vendredi        | 24 septembre 2010 | 20 mai 2011      | 2010–2011 | #134 | 2,14            | 1,1       |
| 7      | The CW    | Vendredi        | 23 septembre 2011 | 18 mai 2012      | 2011–2012 | #176 | 1,73            | 0,8       |
| 8      | The CW    | Mercredi        | 3 octobre 2012    | 15 mai 2013      | 2012–2013 | #152 | 2,13            | 1,1       |
| 9      | The CW    | Mardi           | 8 octobre 2013    | 16 mai 2014      | 2013–2014 | #141 | 2,19            | 1,3       |
| 10     | The CW    | Mardi, Mercredi | 7 octobre 2014    | 20 mai 2015      | 2014–2015 | #156 | 2,02            | 0,8       |
| 11     | The CW    | Mercredi        | 7 octobre 2015    | 25 mai 2016      | 2015-2016 | #158 | 1,77            | 1,0       |
| 12     | The CW    | Jeudi           | 13 octobre 2016   | 18 mai 2017      | 2016-2017 | #148 | 1,67            | 1,0       |
| 13     | The CW    | Jeudi           | 12 octobre 2017   | 17 mai 2018      | 2017-2018 | #166 | 1,68            | 0,8       |
| 14     | The CW    | Jeudi           | 11 octobre 2018   | 25 avril 2019    | 2018-2019 | #159 | 1,43            | 0,6       |
| 15     | The CW    | Jeudi, Lundi    | 10 octobre 2019   | 19 novembre 2020 | 2019-2020 |      |                 |           |

Le record d'audience de la série est détenu par l'épisode 13 (Route 666) de la première saison, qui a rassemblé 5,82 millions de téléspectateurs lors de sa première diffusion sur The WB.
L'épisode 10 de la saison 15 (The Heroes' Journey) a enregistré la plus mauvaise audience de la série, avec 0,99 mille téléspectateurs.

## Commentaires
Le réalisateur Kim Manners, connu pour avoir dirigé de multiples épisodes de X-Files : Aux frontières du réel et Supernatural et qui a été le producteur exécutif de ces deux séries, est mort le 25 janvier 2009, à Los Angeles, des suites d'un cancer du poumon.
En août 2011, le magazine américain TVGuide a révélé le salaire de Jared Padalecki : 125 000 $US par épisode.